# Перелік об'єктів культурної спадщини Байкового кладовища
Перелік об'єктів культурної спадщини Києва
Правий берег
- Голосіївський район

- Байкове кладовище

- Оболонський район
- Печерський район
- Подільський район
- Святошинський район
- Солом'янський район
- Шевченківський район

- Лук'янівське кладовище

Лівий берег
- Дарницький район
- Деснянський район
- Дніпровський район

У статті наведений перелік об'єктів культурної спадщини Байкового кладовища, що розташоване в Голосіївському районі міста Києва, станом на 1 січня 2012 року.
Джерело інформації: перелік об'єктів культурної спадщини міста Києва, оприлюднений Головним управлянням охорони культурної спадщини КМДА 15 лютого 2012 року на офіційному сайті. Як повідомило Управління, перелік складений на підставі наявної інформації; передбачається регулярне оновлення інформації згідно з новими документами, виданими державними та місцевими органами влади.
На сайті Управління зазначено:

| В кожному окремому випадку для визначення статусу об'єкту необхідно звернутись до Головного управління охорони культурної спадщини виконавчого органу Київської міської ради (Київської міської державної адміністрації) з відповідним запитом у зв'язку зі змінами назв вулиць, нумерації будинків, літерних позначень та моніторингу стану об'єктів культурної спадщини на поточний період[2]. |
Статус об'єктів культурної спадщини затверджується:
- Пам'ятки національного значення — Постановами Ради міністрів УРСР, Кабінету Міністрів України.
- Пам'ятки місцевого значення — Рішеннями Київського міськвиконкому, Розпорядженнями КМДА, Наказами Міністерства культури України.
- Щойно виявлені об'єкти культурної спадщини — Наказами Комітету, або Управління (Головного управління) охорони пам'яток (культурної спадщини).

Відповідно в списку позначені кольором:
|  | Пам'ятки національного значення |
|  | Пам'ятки місцевого значення     |

## Об'єкти культурної спадщини Байкового кладовища
| Номер | Назва | Дати             | Адреса          | Охоронний номер | Документ про взяття на облік |
| ----- | --- | ---------------- | --------------- | --------------- | --- |
|       | Комплекс пам'яток на Байковому кладовищі |                  | Вул. Байкова    | № 2600192       | Постанова Кабінету Міністрів України від 03.09.09 № 928 |
| 9     | Могила Цеберка К. О., Героя Соціалістичної Праці |                  | Байкова вул., 6 |                 | Рішення виконавчого комітету Київської міськради народних депутатів від 17.11.1987 № 1112                                                                                            |
| 10    | Могила Машковського К. М. |                  | Байкова вул., 6 |                 | Рішення виконавчого комітету Київської міськради народних депутатів від 15.07.1974 № 1041                                                                                            |
| 11    | Могила Мишина М. П, секретаря Київського обкому КП 9б)У, що загинув під час оборони Києва у 1941 році.                                                                    | 1947             | Байкова вул., 6 |                 | Рішення виконавчого комітету Київської міськради народних депутатів від 27.01.1970 № 159                                                                                             |
| 12    | Могила Громики А. П., секретаря Київського підпільного обкому |                  | Байкова вул., 6 |                 | Рішення виконавчого комітету Київської міськради народних депутатів від 05.09.1977 № 1332                                                                                            |
| 13    | Могила братська саперів повстання 1905 |                  | Байкова вул., 6 |                 | Рішення виконавчого комітету Київської міськради народних депутатів від 27.01.1970 № 159                                                                                             |
| 14    | Могила Давидова О. Й. |                  | Байкова вул., 6 |                 | Рішення виконавчого комітету Київської міськради народних депутатів від 27.01.1970 № 159                                                                                             |
| 15    | Могила Дегтяренка П. М. |                  | Байкова вул., 6 |                 | Рішення виконавчого комітету Київської міськради народних депутатів від 27.01.1970 № 159                                                                                             |
| 16    | Комплекс братських могил радянських воїнів, що загинули в роки 2 світової війни (272 поховання)                                                                           | 1954—1974        | Байкова вул., 6 |                 | Рішення виконавчого комітету Київської міськради народних депутатів від 04.08.1980 № 1102                                                                                            |
| 17    | Могила Упиря В. А., учасника громадянської війни | 1965             | Байкова вул., 6 |                 | Рішення виконавчого комітету Київської міськради народних депутатів від 05.09.1977 № 1332                                                                                            |
| 18    | Могила Матеюка М. А., розвідника часів Другої світової війни | 1961             | Байкова вул., 6 |                 | Рішення виконавчого комітету Київської міськради народних депутатів від 05.09.1977 № 1332                                                                                            |
| 19    | Могила Герасимчук Л. П., народної артистки УРСР | 1958             | Байкова вул., 6 |                 | Рішення виконавчого комітету Київської міськради народних депутатів від 27.01.1970 № 159                                                                                             |
| 20    | Могила Новикова Т. М., комсомольського діяча |                  | Байкова вул., 6 |                 | Рішення виконавчого комітету Київської міськради народних депутатів від 05.09.1977 № 1332                                                                                            |
| 21    | Могила Усенка П. М., поета | 1975             | Байкова вул., 6 |                 | Рішення виконавчого комітету Київської міськради народних депутатів від 05.09.1977 № 1332                                                                                            |
| 22    | Могила Ремесла В. М. |                  | Байкова вул., 6 |                 | Рішення виконавчого комітету Київської міськради народних депутатів від 17.11.1987 № 1112                                                                                            |
| 23    | Могила Борисоглібської Г. І., народної артистки УРСР | 1956             | Байкова вул., 6 |                 | Рішення виконавчого комітету Київської міськради народних депутатів від 27.01.1970 № 159                                                                                             |
| 24    | Могила Бажана М. П., українського поета |                  | Байкова вул., 6 |                 | Рішення виконавчого комітету Київської міськради народних депутатів від 17.11.1987 № 1112                                                                                            |
| 25    | Могила Смілянського Л. І. |                  | Байкова вул., 6 |                 | Рішення виконавчого комітету Київської міськради народних депутатів від 17.11.1987 № 1112                                                                                            |
| 26    | Могила Гусовського С. В., машинобудівника, Героя соціалістичної праці |                  | Байкова вул., 6 |                 | Рішення виконавчого комітету Київської міськради народних депутатів від 17.11.1987 № 1112                                                                                            |
| 27    | Могила Білецького О. І. |                  | Байкова вул., 6 |                 | Рішення виконавчого комітету Київської міськради народних депутатів від 17.11.1987 № 1112                                                                                            |
| 28    | Могила Сахарова І. І., полковника танкових військ | 1954             | Байкова вул., 6 |                 | Рішення виконавчого комітету Київської міськради народних депутатів від 27.01.1970 № 159                                                                                             |
| 29    | Могила Ткаченка Г. А., Героя соціалістичної праці |                  | Байкова вул., 6 |                 | Рішення виконавчого комітету Київської міськради народних депутатів від 17.11.1987 № 1112                                                                                            |
| 30    | Могила Ватченка О. Ф., радянського державного та партійного діяча, Героя соціалістичної праці                                                                             |                  | Байкова вул., 6 |                 | Рішення виконавчого комітету Київської міськради народних депутатів від 17.11.1987 № 1112                                                                                            |
| 31    | Могила Мельникова С. І., народовольця |                  | Байкова вул., 6 |                 | Рішення виконавчого комітету Київської міськради народних депутатів від 30.07.1984 № 693                                                                                             |
| 32    | Могила Бродського О. І., українського вченого, академіка, Героя соціалістичної праці                                                                                      |                  | Байкова вул., 6 |                 | Рішення виконавчого комітету Київської міськради народних депутатів від 17.11.1987 № 1112                                                                                            |
| 33    | Могила Іванова Г. І., генерал-майора |                  | Байкова вул., 6 |                 | Рішення виконавчого комітету Київської міськради народних депутатів від 30.07.1984 № 693                                                                                             |
| 34    | Могила Сапухіна О. О., Героя соціалістичної праці |                  | Байкова вул., 6 |                 | Рішення виконавчого комітету Київської міськради народних депутатів від 17.11.1987 № 1112                                                                                            |
| 35    | Могила братська (6 осіб) | 1977             | Байкова вул., 6 |                 | Рішення виконавчого комітету Київської міськради народних депутатів від 04.08.1980 № 1102                                                                                            |
| 36    | Могила братська (6 осіб) | 1977             | Байкова вул., 6 |                 | Рішення виконавчого комітету Київської міськради народних депутатів від 04.08.1980 № 1102                                                                                            |
| 37    | Могила братська (6 осіб) | 1977             | Байкова вул., 6 |                 | Рішення виконавчого комітету Київської міськради народних депутатів від 04.08.1980 № 1102                                                                                            |
| 38    | Могила братська (6 осіб) | 1977             | Байкова вул., 6 |                 | Рішення виконавчого комітету Київської міськради народних депутатів від 04.08.1980 № 1102                                                                                            |
| 39    | Могила братська (6 осіб) | 1977             | Байкова вул., 6 |                 | Рішення виконавчого комітету Київської міськради народних депутатів від 04.08.1980 № 1102                                                                                            |
| 40    | Могила братська (8 осіб) | 1977             | Байкова вул., 6 |                 | Рішення виконавчого комітету Київської міськради народних депутатів від 04.08.1980 № 1102                                                                                            |
| 41    | Могила братська (7 осіб) | 1977             | Байкова вул., 6 |                 | Рішення виконавчого комітету Київської міськради народних депутатів від 04.08.1980 № 1102                                                                                            |
| 42    | Могила братська (6 осіб) | 1977             | Байкова вул., 6 |                 | Рішення виконавчого комітету Київської міськради народних депутатів від 04.08.1980 № 1102                                                                                            |
| 43    | Могила братська (6 осіб) | 1977             | Байкова вул., 6 |                 | Рішення виконавчого комітету Київської міськради народних депутатів від 04.08.1980 № 1102                                                                                            |
| 44    | Могила братська (5 осіб) | 1977             | Байкова вул., 6 |                 | Рішення виконавчого комітету Київської міськради народних депутатів від 04.08.1980 № 1102                                                                                            |
| 45    | Могила братська (5 осіб) | 1977             | Байкова вул., 6 |                 | Рішення виконавчого комітету Київської міськради народних депутатів від 04.08.1980 № 1102                                                                                            |
| 46    | Могила братська (4 осіб) | 1955             | Байкова вул., 6 |                 | Рішення виконавчого комітету Київської міськради народних депутатів від 04.08.1980 № 1102                                                                                            |
| 47    | Могила братська (6 осіб) | 1977             | Байкова вул., 6 |                 | Рішення виконавчого комітету Київської міськради народних депутатів від 04.08.1980 № 1102                                                                                            |
| 48    | Могила братська (8 осіб) | 1977             | Байкова вул., 6 |                 | Рішення виконавчого комітету Київської міськради народних депутатів від 04.08.1980 № 1102                                                                                            |
| 49    | Могила братська (6 осіб) | 1977             | Байкова вул., 6 |                 | Рішення виконавчого комітету Київської міськради народних депутатів від 04.08.1980 № 1102                                                                                            |
| 50    | Склеп-надгробок на могилі Савойської О. В. | 1914             | Байкова вул., 6 |                 | Наказ Управління охорони пам'яток історії, культури та історичного середовища від 04.11.1998 № 53                                                                                    |
| 51    | Склеп-надгробок на могилі невідомого, | Поч. XX ст.      | Байкова вул., 6 |                 | Наказ Управління охорони пам'яток історії, культури та історичного середовища від 04.11.1998 № 53                                                                                    |
| 52    | Могила братська (6 осіб) | 1955             | Байкова вул., 6 |                 | Рішення виконавчого комітету Київської міськради народних депутатів від 04.08.1980 № 1102                                                                                            |
| 53    | Могила Шевченка Івана Теодосовича (1905—1993), українського хірурга-онколога, професора, доктора медичних наук, заслуженого діяча науки України                           |                  | Байкова вул., 6 |                 | Наказ Управління охорони пам'яток історії, культури та історичного середовища від 04.11.1998 № 53                                                                                    |
| 54    | Могила Авдєєва О. П., Героя Радянського союзу |                  | Байкова вул., 6 |                 | Рішення виконавчого комітету Київської міськради народних депутатів від 15.07.1974 № 1041                                                                                            |
| 55    | Могила братська (9 осіб) | 1954             | Байкова вул., 6 |                 | Рішення виконавчого комітету Київської міськради народних депутатів від 04.08.1980 № 1102                                                                                            |
| 56    | Могила братська (4 особи) | 1971             | Байкова вул., 6 |                 | Рішення виконавчого комітету Київської міськради народних депутатів від 04.08.1980 № 1102                                                                                            |
| 57    | Могила братська (5 осіб) | 1977             | Байкова вул., 6 |                 | Рішення виконавчого комітету Київської міськради народних депутатів від 04.08.1980 № 1102                                                                                            |
| 58    | Надгробок Аристархова М. Д. | Поч. XX ст.      | Байкова вул., 6 |                 | Наказ Управління охорони пам'яток історії, культури та історичного середовища від 01.03.1999 № 12                                                                                    |
| 59    | Могила Бутовича Михайла Ілліча (11.09.1829—10.03.1911), учасника оборони Севастополя, генерал-лейтенанта артилерії.                                                       |                  | Байкова вул., 6 |                 | Наказ Управління охорони пам'яток історії, культури та історичного середовища від 04.11.1998 № 53                                                                                    |
| 60    | Могила братська (4 особи) | 1971             | Байкова вул., 6 |                 | Рішення виконавчого комітету Київської міськради народних депутатів від 04.08.1980 № 1102                                                                                            |
| 61    | Могила братська (5 осіб) | 1977             | Байкова вул., 6 |                 | Рішення виконавчого комітету Київської міськради народних депутатів від 04.08.1980 № 1102                                                                                            |
| 62    | Огорожа з надбрамною церквою і порталами | 1909             | Байкова вул., 6 |                 | Наказ Управління охорони пам'яток історії, культури та історичного середовища від 01.03.1999 № 12                                                                                    |
| 63    | Могила братська (5 осіб) | 1977             | Байкова вул., 6 |                 | Рішення виконавчого комітету Київської міськради народних депутатів від 04.08.1980 № 1102                                                                                            |
| 64    | Могила братська (4 особи) | 1971             | Байкова вул., 6 |                 | Рішення виконавчого комітету Київської міськради народних депутатів від 04.08.1980 № 1102                                                                                            |
| 65    | Могила братська (4 особи) | 1971             | Байкова вул., 6 |                 | Рішення виконавчого комітету Київської міськради народних депутатів від 04.08.1980 № 1102                                                                                            |
| 66    | Могила братська (5 осіб) | 1977             | Байкова вул., 6 |                 | Рішення виконавчого комітету Київської міськради народних депутатів від 04.08.1980 № 1102                                                                                            |
| 67    | Могила братська (4 особи) | 1971             | Байкова вул., 6 |                 | Рішення виконавчого комітету Київської міськради народних депутатів від 04.08.1980 № 1102                                                                                            |
| 68    | Могила братська (4 особи) | 1971             | Байкова вул., 6 |                 | Рішення виконавчого комітету Київської міськради народних депутатів від 04.08.1980 № 1102                                                                                            |
| 69    | Могила братська (4 особи) | 1971             | Байкова вул., 6 |                 | Рішення виконавчого комітету Київської міськради народних депутатів від 04.08.1980 № 1102                                                                                            |
| 70    | Могила Петросова В. М., підполковника | 1957             | Байкова вул., 6 |                 | Рішення виконавчого комітету Київської міськради народних депутатів від 04.08.1980 № 1102                                                                                            |
| 71    | Надгробок Остроградських М. Т., та А. С. | Поч. XX ст.      | Байкова вул., 6 |                 | Наказ Управління охорони пам'яток історії, культури та історичного середовища від 04.11.1998 № 53                                                                                    |
| 72    | Могила братська (6 осіб) | 1977             | Байкова вул., 6 |                 | Рішення виконавчого комітету Київської міськради народних депутатів від 04.08.1980 № 1102                                                                                            |
| 73    | Склеп-надгробок на могилі невідомого | Поч. XX ст.      | Байкова вул., 6 |                 | Наказ Управління охорони пам'яток історії, культури та історичного середовища від 04.11.1998 № 53                                                                                    |
| 74    | Могила братська (3 особи) | 1977             | Байкова вул., 6 |                 | Рішення виконавчого комітету Київської міськради народних депутатів від 04.08.1980 № 1102                                                                                            |
| 75    | Могила братська (8 осіб) | 1977             | Байкова вул., 6 |                 | Рішення виконавчого комітету Київської міськради народних депутатів від 04.08.1980 № 1102                                                                                            |
| 76    | Могила братська (8 осіб) | 1955             | Байкова вул., 6 |                 | Рішення виконавчого комітету Київської міськради народних депутатів від 04.08.1980 № 1102                                                                                            |
| 77    | Могила братська (6 осіб) | 1974             | Байкова вул., 6 |                 | Рішення виконавчого комітету Київської міськради народних депутатів від 04.08.1980 № 1102                                                                                            |
| 78    | Могила братська (6 осіб) | 1974             | Байкова вул., 6 |                 | Рішення виконавчого комітету Київської міськради народних депутатів від 04.08.1980 № 1102                                                                                            |
| 79    | Могила братська (6 осіб) | 1974             | Байкова вул., 6 |                 | Рішення виконавчого комітету Київської міськради народних депутатів від 04.08.1980 № 1102                                                                                            |
| 80    | Могила братська (7 осіб) | 1974             | Байкова вул., 6 |                 | Рішення виконавчого комітету Київської міськради народних депутатів від 04.08.1980 № 1102                                                                                            |
| 81    | Могила братська (8 осіб) | 1974             | Байкова вул., 6 |                 | Рішення виконавчого комітету Київської міськради народних депутатів від 04.08.1980 № 1102                                                                                            |
| 82    | Могила братська (4 особи) | 1956             | Байкова вул., 6 |                 | Рішення виконавчого комітету Київської міськради народних депутатів від 04.08.1980 № 1102                                                                                            |
| 83    | Могила братська (5 осіб) | 1974             | Байкова вул., 6 |                 | Рішення виконавчого комітету Київської міськради народних депутатів від 04.08.1980 № 1102                                                                                            |
| 84    | Могила братська (7 осіб) | 1974             | Байкова вул., 6 |                 | Рішення виконавчого комітету Київської міськради народних депутатів від 04.08.1980 № 1102                                                                                            |
| 85    | Могила братська (6 осіб) | 1974             | Байкова вул., 6 |                 | Рішення виконавчого комітету Київської міськради народних депутатів від 04.08.1980 № 1102                                                                                            |
| 86    | Могила братська (8 осіб) | 1956             | Байкова вул., 6 |                 | Рішення виконавчого комітету Київської міськради народних депутатів від 04.08.1980 № 1102                                                                                            |
| 87    | Могила братська (3 особи) | 1958             | Байкова вул., 6 |                 | Рішення виконавчого комітету Київської міськради народних депутатів від 04.08.1980 № 1102                                                                                            |
| 88    | Могила братська (5 осіб) | 1974             | Байкова вул., 6 |                 | Рішення виконавчого комітету Київської міськради народних депутатів від 04.08.1980 № 1102                                                                                            |
| 89    | Могила братська (5 осіб) | 1974             | Байкова вул., 6 |                 | Рішення виконавчого комітету Київської міськради народних депутатів від 04.08.1980 № 1102                                                                                            |
| 90    | Могила братська (6 осіб) | 1974             | Байкова вул., 6 |                 | Рішення виконавчого комітету Київської міськради народних депутатів від 04.08.1980 № 1102                                                                                            |
| 91    | Могила братська (6 осіб) | 1974             | Байкова вул., 6 |                 | Рішення виконавчого комітету Київської міськради народних депутатів від 04.08.1980 № 1102                                                                                            |
| 92    | Могила братська (6 осіб) | 1974             | Байкова вул., 6 |                 | Рішення виконавчого комітету Київської міськради народних депутатів від 04.08.1980 № 1102                                                                                            |
| 93    | Могила братська (6 осіб) | 1974             | Байкова вул., 6 |                 | Рішення виконавчого комітету Київської міськради народних депутатів від 04.08.1980 № 1102                                                                                            |
| 94    | Могила братська (7 осіб) | 1974             | Байкова вул., 6 |                 | Рішення виконавчого комітету Київської міськради народних депутатів від 04.08.1980 № 1102                                                                                            |
| 95    | Могила братська (6 осіб) | 1974             | Байкова вул., 6 |                 | Рішення виконавчого комітету Київської міськради народних депутатів від 04.08.1980 № 1102                                                                                            |
| 96    | Могила Алексєєнко Є. Ф, заступника міністра Міністерства шляхів сполучення УРСР                                                                                           | 1949             | Байкова вул., 6 |                 | Рішення виконавчого комітету Київської міськради народних депутатів від 27.01.1970 № 159                                                                                             |
| 97    | Могила Водзякіна П. Ф. |                  | Байкова вул., 6 |                 | Рішення виконавчого комітету Київської міськради народних депутатів від 05.09.1977 № 1332                                                                                            |
| 98    | Могила братська (6 осіб) | 1974             | Байкова вул., 6 |                 | Рішення виконавчого комітету Київської міськради народних депутатів від 04.08.1980 № 1102                                                                                            |
| 99    | Склеп-надгробок на могилі невідомого, | Поч. XX ст.      | Байкова вул., 6 |                 | Наказ Управління охорони пам'яток історії, культури та історичного середовища від 04.11.1998 № 53                                                                                    |
| 100   | Могила братська (4 особи) | 1971             | Байкова вул., 6 |                 | Рішення виконавчого комітету Київської міськради народних депутатів від 04.08.1980 № 1102                                                                                            |
| 101   | Могила Мешко Оксани (1905—1991), видатної діячки українського правозахисного і національно-визвольного руху                                                               |                  | Байкова вул., 6 |                 | Наказ Управління охорони пам'яток історії, культури та історичного середовища від 04.11.1998 № 53                                                                                    |
| 102   | Могила братська (4 особи) | 1971             | Байкова вул., 6 |                 | Рішення виконавчого комітету Київської міськради народних депутатів від 04.08.1980 № 1102                                                                                            |
| 103   | Могила Хабініна П. Г. | 1955             | Байкова вул., 6 |                 | Рішення виконавчого комітету Київської міськради народних депутатів від 04.08.1980 № 1102                                                                                            |
| 104   | Могила Вериковського М. І., композитора | 1962             | Байкова вул., 6 |                 | Рішення виконавчого комітету Київської міськради народних депутатів від 27.0.970 № 159                                                                                               |
| 105   | Могила Мілютенка Д. Є., народного артиста | 1966             | Байкова вул.6   |                 | Рішення виконавчого комітету Київської міськради народних депутатів від 22.02.1971 № 301                                                                                             |
| 106   | Могила братська (6 осіб) | 1974             | Байкова вул., 6 |                 | Рішення виконавчого комітету Київської міськради народних депутатів від 04.08.1980 № 1102                                                                                            |
| 107   | Могила братська (4 особи) | 1971             | Байкова вул., 6 |                 | Рішення виконавчого комітету Київської міськради народних депутатів від 04.08.1980 № 1102                                                                                            |
| 108   | Могила братська (5 осіб) | 1958             | Байкова вул., 6 |                 | Рішення виконавчого комітету Київської міськради народних депутатів від 04.08.1980 № 1102                                                                                            |
| 109   | Склеп-надгробок на могилі невідомого | Поч. XX ст.      | Байкова вул., 6 |                 | Наказ Управління охорони пам'яток історії, культури та історичного середовища від 01.03.1999 № 12                                                                                    |
| 110   | Склеп-надгробок на могилі невідомого | Поч. XX ст.      | Байкова вул., 6 |                 | Наказ Управління охорони пам'яток історії, культури та історичного середовища від 01.03.1999 № 12                                                                                    |
| 111   | Склеп-надгробок на могилі невідомого | Поч. XX ст.      | Байкова вул., 6 |                 | Наказ Управління охорони пам'яток історії, культури та історичного середовища від 01.03.1999 № 12                                                                                    |
| 112   | Могила братська (6 осіб) | 1974             | Байкова вул., 6 |                 | Рішення виконавчого комітету Київської міськради народних депутатів від 04.08.1980 № 1102                                                                                            |
| 113   | Могила братська (6 осіб) | 1974             | Байкова вул., 6 |                 | Рішення виконавчого комітету Київської міськради народних депутатів від 04.08.1980 № 1102                                                                                            |
| 114   | Надгробок Кониського О. Я. | Поч. XX ст.      | Байкова вул., 6 |                 | Наказ Управління охорони пам'яток історії, культури та історичного середовища від 04.11.1998 № 53                                                                                    |
| 115   | Могила братська (10 осіб) | 1955             | Байкова вул., 6 |                 | Рішення виконавчого комітету Київської міськради народних депутатів від 04.08.1980 № 1102                                                                                            |
| 116   | Могила братська (6 осіб) | 1974             | Байкова вул., 6 |                 | Рішення виконавчого комітету Київської міськради народних депутатів від 04.08.1980 № 1102                                                                                            |
| 117   | Могила братська радянських льотчиків (5 осіб) | 1974             | Байкова вул., 6 |                 | Рішення виконавчого комітету Київської міськради народних депутатів від 04.08.1980 № 1102                                                                                            |
| 118   | Могила братська (39 осіб) | 1968             | Байкова вул., 6 |                 | Рішення виконавчого комітету Київської міськради народних депутатів від 04.08.1980 № 1102                                                                                            |
| 119   | Могила братська (13 осіб) | 1954             | Байкова вул., 6 |                 | Рішення виконавчого комітету Київської міськради народних депутатів від 04.08.1980 № 1102                                                                                            |
| 120   | Могила братська (4 особи) | 1971             | Байкова вул., 6 |                 | Рішення виконавчого комітету Київської міськради народних депутатів від 04.08.1980 № 1102                                                                                            |
| 121   | Могила братська (6 осіб) | 1971             | Байкова вул., 6 |                 | Рішення виконавчого комітету Київської міськради народних депутатів від 04.08.1980 № 1102                                                                                            |
| 122   | Склеп-надгробок на могилі родини Єремеєвих Г. Н. | 1909             | Байкова вул., 6 |                 | Наказ Управління охорони пам'яток історії, культури та історичного середовища від 01.03.1999 № 12                                                                                    |
| 123   | Могила братська (7 осіб) | 1971             | Байкова вул., 6 |                 | Рішення виконавчого комітету Київської міськради народних депутатів від 04.08.1980 № 1102                                                                                            |
| 124   | Склеп-надгробок на могилі родини Диатиловичів | 1905—1907        | Байкова вул., 6 |                 | Наказ Управління охорони пам'яток історії, культури та історичного середовища від 01.03.1999 № 12                                                                                    |
| 125   | Могила братська (3 особи) | 1971             | Байкова вул., 6 |                 | Рішення виконавчого комітету Київської міськради народних депутатів від 04.08.1980 № 1102                                                                                            |
| 126   | Склеп-надгробок на могилі родині Горських В. Н. | 1910-і           | Байкова вул., 6 |                 | Наказ Управління охорони пам'яток історії, культури та історичного середовища від 01.03.1999 № 12                                                                                    |
| 127   | Склеп-надгробок на могилі родини Вербських-Рощевських | 1910-і           | Байкова вул., 6 |                 | Наказ Управління охорони пам'яток історії, культури та історичного середовища від 01.03.1999 № 12                                                                                    |
| 128   | Склеп-надгробок на могилі родини Чайковських | 1910-і           | Байкова вул., 6 |                 | Наказ Управління охорони пам'яток історії, культури та історичного середовища від 01.03.1999 № 12                                                                                    |
| 129   | Могила братська (5 осіб) | 1971             | Байкова вул., 6 |                 | Рішення виконавчого комітету Київської міськради народних депутатів від 04.08.1980 № 1102                                                                                            |
| 130   | Могила братська (7 осіб) | 1956             | Байкова вул., 6 |                 | Рішення виконавчого комітету Київської міськради народних депутатів від 04.08.1980 № 1102                                                                                            |
| 131   | Могила братська (5 осіб) | 1955 р           | Байкова вул., 6 |                 | Рішення виконавчого комітету Київської міськради народних депутатів від 04.08.1980 № 1102                                                                                            |
| 132   | Могила братська (10 осіб) | 1954             | Байкова вул., 6 |                 | Рішення виконавчого комітету Київської міськради народних депутатів від 04.08.1980 № 1102                                                                                            |
| 133   | Могили братські (особи) |                  | Байкова вул., 6 |                 | Рішення виконавчого комітету Київської міськради народних депутатів від 15.07.1974 № 1041                                                                                            |
| 134   | Надгробок на могилі Неметті Є. С. |                  | Байкова вул., 6 |                 | Наказ Управління охорони пам'яток історії, культури та історичного середовища від 04.11.1998 № 53                                                                                    |
| 135   | Склеп-надгробок на могилі родини графів Вітте | 1910-і           | Байкова вул., 6 |                 | Наказ Управління охорони пам'яток історії, культури та історичного середовища від 04.11.1998 № 53                                                                                    |
| 136   | Могила братська (8 осіб) | 1955             | Байкова вул., 6 |                 | Рішення виконавчого комітету Київської міськради народних депутатів від 04.08.1980 № 1102                                                                                            |
| 137   | Могила Овсєєвича П. В., гвардії майора | 1947             | Байкова вул., 6 |                 | Рішення виконавчого комітету Київської міськради народних депутатів від 04.08.1980 № 1102                                                                                            |
| 138   | Надгробок на могилі Маржицького А. |                  | Байкова вул., 6 |                 | Наказ Управління охорони пам'яток історії, культури та історичного середовища від 09.06.2000 № 50                                                                                    |
| 139   | Могила Чередніченка Євгена Романовича (1914—1994), поета, правозахисника, члена ОУНУПА.                                                                                   |                  | Байкова вул., 6 |                 | Наказ Управління охорони пам'яток історії, культури та історичного середовища від 04.11.1998 № 53                                                                                    |
| 140   | Склеп-надгробок на могилі невідомого | Поч. XX ст.      | Байкова вул., 6 |                 | Наказ Управління охорони пам'яток історії, культури та історичного середовища від 01.03.1999 № 12                                                                                    |
| 141   | Могила братська (8 осіб) | 1955             | Байкова вул., 6 |                 | Рішення виконавчого комітету Київської міськради народних депутатів від 04.08.1980 № 1102                                                                                            |
| 142   | Склеп-надгробок на могилі невідомого | Поч. XX ст.      | Байкова вул., 6 |                 | Наказ Управління охорони пам'яток історії, культури та історичного середовища від 01.03.1999 № 12                                                                                    |
| 143   | Могила братська (4 особи) | 1971             | Байкова вул., 6 |                 | Рішення виконавчого комітету Київської міськради народних депутатів від 04.08.1980 № 1102                                                                                            |
| 144   | Могила братська (5 осіб) | 1977             | Байкова вул., 6 |                 | Рішення виконавчого комітету Київської міськради народних депутатів від 04.08.1980 № 1102                                                                                            |
| 145   | Склеп-надгробок на могилі невідомого | Поч. XX ст.      | Байкова вул., 6 |                 | Наказ Управління охорони пам'яток історії, культури та історичного середовища від 01.03.1999 № 12                                                                                    |
| 146   | Могила братська (3 особи) | 1971             | Байкова вул., 6 |                 | Рішення виконавчого комітету Київської міськради народних депутатів від 04.08.1980 № 1102                                                                                            |
| 147   | Могила Світличного Івана (1929—1992), літературознавця, поета, правозахисника, одного з лідерів руху шестидесятників.                                                     |                  | Байкова вул., 6 |                 | Наказ Управління охорони пам'яток історії, культури та історичного середовища від 04.11.1998 № 53                                                                                    |
| 148   | Склеп-надгробок на могилі родини Лебединцевих | 1890-і           | Байкова вул., 6 |                 | Наказ Управління охорони пам'яток історії, культури та історичного середовища від 04.11.1998 № 53                                                                                    |
| 149   | Могила братська (5 осіб) | 1971             | Байкова вул., 6 |                 | Рішення виконавчого комітету Київської міськради народних депутатів від 04.08.1980 № 1102                                                                                            |
| 150   | Могила братська (6 осіб) | 1971             | Байкова вул., 6 |                 | Рішення виконавчого комітету Київської міськради народних депутатів від 04.08.1980 № 1102                                                                                            |
| 151   | Могила братська 1 (всього 45 осіб) |                  | Байкова вул., 6 |                 | Рішення виконавчого комітету Київської міськради народних депутатів від 15.07.1974 № 1041                                                                                            |
| 152   | Склеп-надгробок на могилі невідомого | Поч. XX ст.      | Байкова вул., 6 |                 | Наказ Управління охорони пам'яток історії, культури та історичного середовища від 01.03.1999 № 12                                                                                    |
| 153   | Могила братська (12 осіб) | 1954             | Байкова вул., 6 |                 | Рішення виконавчого комітету Київської міськради народних депутатів від 04.08.1980 № 1102                                                                                            |
| 154   | Могила братська (3 особи) | 1971             | Байкова вул., 6 |                 | Рішення виконавчого комітету Київської міськради народних депутатів від 04.08.1980 № 1102                                                                                            |
| 155   | Склеп-надгробок на могилі невідомого | Поч. XX ст.      | Байкова вул., 6 |                 | Наказ Управління охорони пам'яток історії, культури та історичного середовища від 01.03.1999 № 12                                                                                    |
| 156   | Склеп-надгробок на могилі родини Матвеєвих М. П. | 1912             | Байкова вул., 6 |                 | Наказ Управління охорони пам'яток історії, культури та історичного середовища від 01.03.1999 № 12                                                                                    |
| 157   | Склеп-надгробок на могилі родини Лейсель (Лейзель) А. | 1910-і           | Байкова вул., 6 |                 | Наказ Управління охорони пам'яток історії, культури та історичного середовища від 01.03.1999 № 12                                                                                    |
| 158   | Склеп-надгробок на могилі родини Лазарева-Станіщева М. | 1906             | Байкова вул., 6 |                 | Наказ Управління охорони пам'яток історії, культури та історичного середовища від 01.03.1999 № 12                                                                                    |
| 159   | Склеп-надгробок на могилі родини Косоногових | 1912             | Байкова вул., 6 |                 | Наказ Управління охорони пам'яток історії, культури та історичного середовища від 01.03.1999 № 12                                                                                    |
| 160   | Обеліск радянським воїнам, що загинули в роки Великої вітчизняної війни                                                                                                   | 1968             | Байкова вул., 6 |                 | Рішення виконавчого комітету Київської міськради народних депутатів від 04.08.1980 № 1102                                                                                            |
| 161   | Могила братська (5 осіб) | 1971             | Байкова вул., 6 |                 | Рішення виконавчого комітету Київської міськради народних депутатів від 04.08.1980 № 1102                                                                                            |
| 162   | Могила братська (4 особи) | 1971             | Байкова вул., 6 |                 | Рішення виконавчого комітету Київської міськради народних депутатів від 04.08.1980 № 1102                                                                                            |
| 163   | Могила братська (4 особи) | 1971             | Байкова вул., 6 |                 | Рішення виконавчого комітету Київської міськради народних депутатів від 04.08.1980 № 1102                                                                                            |
| 164   | Могила братська (5 осіб) | 1971             | Байкова вул., 6 |                 | Рішення виконавчого комітету Київської міськради народних депутатів від 04.08.1980 № 1102                                                                                            |
| 165   | Пам'ятник воїнам Радянської армії, що загинули в роки Великої вітчизняної війни                                                                                           | 1968             | Байкова вул., 6 |                 | Рішення виконавчого комітету Київської міськради народних депутатів від 04.08.1980 № 1102                                                                                            |
| 166   | Могила братська (5 осіб) | 1971             | Байкова вул., 6 |                 | Рішення виконавчого комітету Київської міськради народних депутатів від 04.08.1980 № 1102                                                                                            |
| 167   | Склеп-надгробок на могилі родини Рафаловських | Поч. XX ст.      | Байкова вул., 6 |                 | Наказ Управління охорони пам'яток історії, культури та історичного середовища від 01.03.1999 № 12                                                                                    |
| 168   | Склепи-надгробки | Поч. XX ст.      | Байкова вул., 6 |                 | Наказ Управління охорони пам'яток історії, культури та історичного середовища від 01.03.1999 № 12                                                                                    |
| 169   | Могила Турдмєєва С. А., Героя Радянського Союзу | 1958             | Байкова вул., 6 |                 | Рішення виконавчого комітету Київської міськради народних депутатів від 04.08.1980 № 1102                                                                                            |
| 170   | Могила братська (4 особи) | 1971             | Байкова вул., 6 |                 | Рішення виконавчого комітету Київської міськради народних депутатів від 04.08.1980 № 1102                                                                                            |
| 171   | Могила братська (4 особи) | 1971             | Байкова вул., 6 |                 | Рішення виконавчого комітету Київської міськради народних депутатів від 04.08.1980 № 1102                                                                                            |
| 172   | Могила братська (5 осіб) | 1971             | Байкова вул., 6 |                 | Рішення виконавчого комітету Київської міськради народних депутатів від 04.08.1980 № 1102                                                                                            |
| 173   | Склеп-надгробок на могилі невідомого | Поч. XX ст.      | Байкова вул., 6 |                 | Наказ Управління охорони пам'яток історії, культури та історичного середовища від 04.11.1998 № 53                                                                                    |
| 174   | Склеп-надгробок на могилі невідомого | Поч. XX ст.      | Байкова вул., 6 |                 | Наказ Управління охорони пам'яток історії, культури та історичного середовища від 01.03.1999 № 12                                                                                    |
| 175   | Вознесенська церква | 1889             | Байкова вул., 6 |                 | Наказ Управління охорони пам'яток історії, культури та історичного середовища від 01.03.1999 № 12                                                                                    |
| 176   | Могила братська (4 особи) | 1971             | Байкова вул., 6 |                 | Рішення виконавчого комітету Київської міськради народних депутатів від 04.08.1980 № 1102                                                                                            |
| 177   | Могила братська (4 особи) | 1971             | Байкова вул., 6 |                 | Рішення виконавчого комітету Київської міськради народних депутатів від 04.08.1980 № 1102                                                                                            |
| 178   | Могила братська (5 осіб) | 1977             | Байкова вул., 6 |                 | Рішення виконавчого комітету Київської міськради народних депутатів від 04.08.1980 № 1102                                                                                            |
| 179   | Могила братська (3 особи) | 1971             | Байкова вул., 6 |                 | Рішення виконавчого комітету Київської міськради народних депутатів від 04.08.1980 № 1102                                                                                            |
| 180   | Могила братська (3 особи) | 1971             | Байкова вул., 6 |                 | Рішення виконавчого комітету Київської міськради народних депутатів від 04.08.1980 № 1102                                                                                            |
| 181   | Могила братська (5 осіб) | 1955             | Байкова вул., 6 |                 | Рішення виконавчого комітету Київської міськради народних депутатів від 04.08.1980 № 1102                                                                                            |
| 182   | Могила братська (6 осіб) | 1971             | Байкова вул., 6 |                 | Рішення виконавчого комітету Київської міськради народних депутатів від 04.08.1980 № 1102                                                                                            |
| 183   | Склеп-надгробок на могилі невідомого | Поч. XX ст.      | Байкова вул., 6 |                 | Наказ Управління охорони пам'яток історії, культури та історичного середовища від 01.03.1999 № 12                                                                                    |
| 184   | Склеп-надгробок на могилі родини Хоржевських | Поч. XX ст.      | Байкова вул., 6 |                 | Наказ Управління охорони пам'яток історії, культури та історичного середовища від 01.03.1999 № 12                                                                                    |
| 185   | Могила братська (11 осіб) | 1956             | Байкова вул., 6 |                 | Рішення виконавчого комітету Київської міськради народних депутатів від 04.08.1980 № 1102                                                                                            |
| 186   | Склеп-надгробок на могилі родини Руденкових | 1912             | Байкова вул., 6 |                 | Наказ Управління охорони пам'яток історії, культури та історичного середовища від 01.03.1999 № 12                                                                                    |
| 187   | Могила братська (5 осіб) | 1971             | Байкова вул., 6 |                 | Рішення виконавчого комітету Київської міськради народних депутатів від 04.08.1980 № 1102                                                                                            |
| 188   | Могила братська (5 осіб) | 1971             | Байкова вул., 6 |                 | Рішення виконавчого комітету Київської міськради народних депутатів від 04.08.1980 № 1102                                                                                            |
| 189   | Могила братська (5 осіб) | 1971             | Байкова вул., 6 |                 | Рішення виконавчого комітету Київської міськради народних депутатів від 04.08.1980 № 1102                                                                                            |
| 190   | Могила Чумака Ф. Ф., рядового | 1953             | Байкова вул., 6 |                 | Рішення виконавчого комітету Київської міськради народних депутатів від 04.08.1980 № 1102                                                                                            |
| 191   | Могила братська (5 осіб) | 1954             | Байкова вул., 6 |                 | Рішення виконавчого комітету Київської міськради народних депутатів від 04.08.1980 № 1102                                                                                            |
| 192   | Могила братська (6 осіб) | 1971             | Байкова вул., 6 |                 | Рішення виконавчого комітету Київської міськради народних депутатів від 04.08.1980 № 1102                                                                                            |
| 193   | Могила братська (5 осіб) | 1971             | Байкова вул., 6 |                 | Рішення виконавчого комітету Київської міськради народних депутатів від 04.08.1980 № 1102                                                                                            |
| 194   | Склеп-надгробок на могилі невідомого | Поч. XX ст.      | Байкова вул., 6 |                 | Наказ Управління охорони пам'яток історії, культури та історичного середовища від 01.03.1999 № 12                                                                                    |
| 195   | Склеп-надгробок на могилі невідомого | Поч. XX ст.      | Байкова вул., 6 |                 | Наказ Управління охорони пам'яток історії, культури та історичного середовища від 01.03.1999 № 12                                                                                    |
| 196   | Могила братська (4 особи) | 1971             | Байкова вул., 6 |                 | Рішення виконавчого комітету Київської міськради народних депутатів від 04.08.1980 № 1102                                                                                            |
| 197   | Могила братська (4 особи) | 1971             | Байкова вул., 6 |                 | Рішення виконавчого комітету Київської міськради народних депутатів від 04.08.1980 № 1102                                                                                            |
| 198   | Могила братська (4 особи) | 1971             | Байкова вул., 6 |                 | Рішення виконавчого комітету Київської міськради народних депутатів від 04.08.1980 № 1102                                                                                            |
| 199   | Могила братська (4 особи) | 1971             | Байкова вул., 6 |                 | Рішення виконавчого комітету Київської міськради народних депутатів від 04.08.1980 № 1102                                                                                            |
| 200.  | Могила братська (5 осіб) | 1971             | Байкова вул., 6 |                 | Рішення виконавчого комітету Київської міськради народних депутатів від 04.08.1980 № 1102                                                                                            |
| 201   | Могила братська (4 особи) | 1971             | Байкова вул., 6 |                 | Рішення виконавчого комітету Київської міськради народних депутатів від 04.08.1980 № 1102                                                                                            |
| 202   | Могила братська (6 осіб) | 1969             | Байкова вул., 6 |                 | Рішення виконавчого комітету Київської міськради народних депутатів від 04.08.1980 № 1102                                                                                            |
| 203   | Могила братська (6 осіб) | 1974             | Байкова вул., 6 |                 | Рішення виконавчого комітету Київської міськради народних депутатів від 04.08.1980 № 1102                                                                                            |
| 204   | Могила братська (6 осіб) | 1974             | Байкова вул., 6 |                 | Рішення виконавчого комітету Київської міськради народних депутатів від 04.08.1980 № 1102                                                                                            |
| 205   | Могила братська (6 осіб) | 1974             | Байкова вул., 6 |                 | Рішення виконавчого комітету Київської міськради народних депутатів від 04.08.1980 № 1102                                                                                            |
| 206   | Могила братська (8 осіб) | 1974             | Байкова вул., 6 |                 | Рішення виконавчого комітету Київської міськради народних депутатів від 04.08.1980 № 1102                                                                                            |
| 207   | Могила братська (3 особи) | 1953             | Байкова вул., 6 |                 | Рішення виконавчого комітету Київської міськради народних депутатів від 04.08.1980 № 1102                                                                                            |
| 208   | Могила братська (6 осіб) | 1974             | Байкова вул., 6 |                 | Рішення виконавчого комітету Київської міськради народних депутатів від 04.08.1980 № 1102                                                                                            |
| 209   | Могила братська (6 осіб) | 1974             | Байкова вул., 6 |                 | Рішення виконавчого комітету Київської міськради народних депутатів від 04.08.1980 № 1102                                                                                            |
| 210   | Могила братська (5 осіб) | 1974             | Байкова вул., 6 |                 | Рішення виконавчого комітету Київської міськради народних депутатів від 04.08.1980 № 1102                                                                                            |
| 211   | Могила братська (4 особи) | 1974             | Байкова вул., 6 |                 | Рішення виконавчого комітету Київської міськради народних депутатів від 04.08.1980 № 1102                                                                                            |
| 212   | Могила братська (3 особи) | 1969             | Байкова вул., 6 |                 | Рішення виконавчого комітету Київської міськради народних депутатів від 04.08.1980 № 1102                                                                                            |
| 213   | Могила братська (6 осіб) | 1974             | Байкова вул., 6 |                 | Рішення виконавчого комітету Київської міськради народних депутатів від 04.08.1980 № 1102                                                                                            |
| 214   | Могила братська (5 осіб) | 1969             | Байкова вул., 6 |                 | Рішення виконавчого комітету Київської міськради народних депутатів від 04.08.1980 № 1102                                                                                            |
| 215   | Могила братська (2 особи) | 1955             | Байкова вул., 6 |                 | Рішення виконавчого комітету Київської міськради народних депутатів від 04.08.1980 № 1102                                                                                            |
| 216   | Могила братська (6 осіб) | 1957             | Байкова вул., 6 |                 | Рішення виконавчого комітету Київської міськради народних депутатів від 04.08.1980 № 1102                                                                                            |
| 217   | Могила братська (5 осіб) | 1957             | Байкова вул., 6 |                 | Рішення виконавчого комітету Київської міськради народних депутатів від 04.08.1980 № 1102                                                                                            |
| 218   | Могила братська (3 особи) | 1956             | Байкова вул., 6 |                 | Рішення виконавчого комітету Київської міськради народних депутатів від 04.08.1980 № 1102                                                                                            |
| 219   | Могила братська (2 особи) | 1955             | Байкова вул., 6 |                 | Рішення виконавчого комітету Київської міськради народних депутатів від 04.08.1980 № 1102                                                                                            |
| 220   | Могила братська (8 осіб) | 1953             | Байкова вул., 6 |                 | Рішення виконавчого комітету Київської міськради народних депутатів від 04.08.1980 № 1102                                                                                            |
| 221   | Могила братська (8 осіб) | 1953             | Байкова вул., 6 |                 | Рішення виконавчого комітету Київської міськради народних депутатів від 04.08.1980 № 1102                                                                                            |
| 222   | Могила братська (3 особи) | 1953             | Байкова вул., 6 |                 | Рішення виконавчого комітету Київської міськради народних депутатів від 04.08.1980 № 1102                                                                                            |
| 223   | Могила братська (7 осіб) | 1974             | Байкова вул., 6 |                 | Рішення виконавчого комітету Київської міськради народних депутатів від 04.08.1980 № 1102                                                                                            |
| 224   | Могила братська (3 особи) | 1954             | Байкова вул., 6 |                 | Рішення виконавчого комітету Київської міськради народних депутатів від 04.08.1980 № 1102                                                                                            |
| 225   | Могила братська (3 особи) | 1955             | Байкова вул., 6 |                 | Рішення виконавчого комітету Київської міськради народних депутатів від 04.08.1980 № 1102                                                                                            |
| 226   | Могила братська (6 осіб) | 1974             | Байкова вул., 6 |                 | Рішення виконавчого комітету Київської міськради народних депутатів від 04.08.1980 № 1102                                                                                            |
| 227   | Могила братська (4 особи) | 1971             | Байкова вул., 6 |                 | Рішення виконавчого комітету Київської міськради народних депутатів від 04.08.1980 № 1102                                                                                            |
| 228   | Могила братська (4 особи) | 1971             | Байкова вул., 6 |                 | Рішення виконавчого комітету Київської міськради народних депутатів від 04.08.1980 № 1102                                                                                            |
| 229   | Могила братська (7 осіб) | 1974             | Байкова вул., 6 |                 | Рішення виконавчого комітету Київської міськради народних депутатів від 04.08.1980 № 1102                                                                                            |
| 230   | Могила братська (6 осіб) | 1974             | Байкова вул., 6 |                 | Рішення виконавчого комітету Київської міськради народних депутатів від 04.08.1980 № 1102                                                                                            |
| 231   | Могила братська (8 осіб) | 1974             | Байкова вул., 6 |                 | Рішення виконавчого комітету Київської міськради народних депутатів від 04.08.1980 № 1102                                                                                            |
| 232   | Могила братська (3 особи) | 1971             | Байкова вул., 6 |                 | Рішення виконавчого комітету Київської міськради народних депутатів від 04.08.1980 № 1102                                                                                            |
| 233   | Могила братська (26 осіб) | 1956             | Байкова вул., 6 |                 | Рішення виконавчого комітету Київської міськради народних депутатів від 04.08.1980 № 1102                                                                                            |
| 234   | Могила братська (4 особи) | 1956             | Байкова вул., 6 |                 | Рішення виконавчого комітету Київської міськради народних депутатів від 04.08.1980 № 1102                                                                                            |
| 235   | Могила братська (6 осіб) | 1974             | Байкова вул., 6 |                 | Рішення виконавчого комітету Київської міськради народних депутатів від 04.08.1980 № 1102                                                                                            |
| 236   | Могила братська | 1974             | Байкова вул., 6 |                 | Рішення виконавчого комітету Київської міськради народних депутатів від 04.08.1980 № 1102                                                                                            |
| 237   | Могила братська (7 осіб) | 1974             | Байкова вул., 6 |                 | Рішення виконавчого комітету Київської міськради народних депутатів від 04.08.1980 № 1102                                                                                            |
| 238   | Могила братська (6 осіб) | 1974             | Байкова вул., 6 |                 | Рішення виконавчого комітету Київської міськради народних депутатів від 04.08.1980 № 1102                                                                                            |
| 239   | Могила братська (5 осіб) | 1974             | Байкова вул., 6 |                 | Рішення виконавчого комітету Київської міськради народних депутатів від 04.08.1980 № 1102                                                                                            |
| 240   | Могила братська (7 осіб) | 1974             | Байкова вул., 6 |                 | Рішення виконавчого комітету Київської міськради народних депутатів від 04.08.1980 № 1102                                                                                            |
| 241   | Могила братська (6 осіб) | 1974             | Байкова вул., 6 |                 | Рішення виконавчого комітету Київської міськради народних депутатів від 04.08.1980 № 1102                                                                                            |
| 242   | Могила братська (3 особи) | 1974             | Байкова вул., 6 |                 | Рішення виконавчого комітету Київської міськради народних депутатів від 04.08.1980 № 1102                                                                                            |
| 243   | Могила братська (7 осіб) | 1974             | Байкова вул., 6 |                 | Рішення виконавчого комітету Київської міськради народних депутатів від 04.08.1980 № 1102                                                                                            |
| 244   | Могила братська (7 осіб) | 1974             | Байкова вул., 6 |                 | Рішення виконавчого комітету Київської міськради народних депутатів від 04.08.1980 № 1102                                                                                            |
| 245   | Могила братська (4 особи) | 1974             | Байкова вул., 6 |                 | Рішення виконавчого комітету Київської міськради народних депутатів від 04.08.1980 № 1102                                                                                            |
| 246   | Могила братська (6 осіб) | 1974             | Байкова вул., 6 |                 | Рішення виконавчого комітету Київської міськради народних депутатів від 04.08.1980 № 1102                                                                                            |
| 247   | Могила братська (7 осіб) | 1974             | Байкова вул., 6 |                 | Рішення виконавчого комітету Київської міськради народних депутатів від 04.08.1980 № 1102                                                                                            |
| 248   | Могила братська (5 осіб) | 1971             | Байкова вул., 6 |                 | Рішення виконавчого комітету Київської міськради народних депутатів від 04.08.1980 № 1102                                                                                            |
| 249   | Могила братська (5 осіб) | 1956 р.          | Байкова вул., 6 |                 | Рішення виконавчого комітету Київської міськради народних депутатів від 04.08.1980 № 1102                                                                                            |
| 250   | Могила братська (6 осіб) | 1974             | Байкова вул., 6 |                 | Рішення виконавчого комітету Київської міськради народних депутатів від 04.08.1980 № 1102                                                                                            |
| 251   | Могила братська (5 осіб) | 1974             | Байкова вул., 6 |                 | Рішення виконавчого комітету Київської міськради народних депутатів від 04.08.1980 № 1102                                                                                            |
| 252   | Могила братська (36 осіб) | 1968             | Байкова вул., 6 |                 | Рішення виконавчого комітету Київської міськради народних депутатів від 04.08.1980 № 1102                                                                                            |
| 253   | Могила братська (5 осіб) | 1956             | Байкова вул., 6 |                 | Рішення виконавчого комітету Київської міськради народних депутатів від 04.08.1980 № 1102                                                                                            |
| 254   | Могила братська (12 осіб) | 1971             | Байкова вул., 6 |                 | Рішення виконавчого комітету Київської міськради народних депутатів від 04.08.1980 № 1102                                                                                            |
| 255   | Могила братська (4 особи) | 1971             | Байкова вул., 6 |                 | Рішення виконавчого комітету Київської міськради народних депутатів від 04.08.1980 № 1102                                                                                            |
| 256   | Могила братська (6 осіб) | 1971             | Байкова вул., 6 |                 | Рішення виконавчого комітету Київської міськради народних депутатів від 04.08.1980 № 1102                                                                                            |
| 257   | Могила братська (5 осіб) | 1971             | Байкова вул., 6 |                 | Рішення виконавчого комітету Київської міськради народних депутатів від 04.08.1980 № 1102                                                                                            |
| 258   | Могила братська (4 особи) | 1971             | Байкова вул., 6 |                 | Рішення виконавчого комітету Київської міськради народних депутатів від 04.08.1980 № 1102                                                                                            |
| 259   | Могила братська (3 особи) | 1974             | Байкова вул., 6 |                 | Рішення виконавчого комітету Київської міськради народних депутатів від 04.08.1980 № 1102                                                                                            |
| 260   | Могила братська (7 осіб) | 1974             | Байкова вул., 6 |                 | Рішення виконавчого комітету Київської міськради народних депутатів від 04.08.1980 № 1102                                                                                            |
| 261   | Могила братська (4 особи) | 1971             | Байкова вул., 6 |                 | Рішення виконавчого комітету Київської міськради народних депутатів від 04.08.1980 № 1102                                                                                            |
| 262   | Склеп-надгробок на могилі родини Тишевичів | Поч. XX ст.      | Байкова вул., 6 |                 | Наказ Управління охорони пам'яток історії, культури та історичного середовища від 01.03.1999 № 12                                                                                    |
| 263   | Могила братська (5 осіб) | 1971             | Байкова вул., 6 |                 | Рішення виконавчого комітету Київської міськради народних депутатів від 04.08.1980 № 1102                                                                                            |
| 264   | Могила братська (5 осіб) | 1971             | Байкова вул., 6 |                 | Рішення виконавчого комітету Київської міськради народних депутатів від 04.08.1980 № 1102                                                                                            |
| 265   | Могила братська (5 осіб) | 1971             | Байкова вул., 6 |                 | Рішення виконавчого комітету Київської міськради народних депутатів від 04.08.1980 № 1102                                                                                            |
| 266   | Могила братська (5 осіб) | 1971             | Байкова вул., 6 |                 | Рішення виконавчого комітету Київської міськради народних депутатів від 04.08.1980 № 1102                                                                                            |
| 267   | Склеп-надгробок на могилі невідомого | Поч. XX ст.      | Байкова вул., 6 |                 | Наказ Управління охорони пам'яток історії, культури та історичного середовища від 04.11.1998 № 53                                                                                    |
| 268   | Могила братська (5 осіб) | 1977             | Байкова вул., 6 |                 | Рішення виконавчого комітету Київської міськради народних депутатів від 04.08.1980 № 1102                                                                                            |
| 269   | Могила братська (6 осіб) | 1955             | Байкова вул., 6 |                 | Рішення виконавчого комітету Київської міськради народних депутатів від 04.08.1980 № 1102                                                                                            |
| 270   | Могила братська (6 осіб) | 1955             | Байкова вул., 6 |                 | Рішення виконавчого комітету Київської міськради народних депутатів від 04.08.1980 № 1102                                                                                            |
| 271   | Могила братська (6 осіб) | 1954             | Байкова вул., 6 |                 | Рішення виконавчого комітету Київської міськради народних депутатів від 04.08.1980 № 1102                                                                                            |
| 272   | Могила братська (10 осіб) | 1958             | Байкова вул., 6 |                 | Рішення виконавчого комітету Київської міськради народних депутатів від 04.08.1980 № 1102                                                                                            |
| 273   | Могила братська (3 особи) | 1955             | Байкова вул., 6 |                 | Рішення виконавчого комітету Київської міськради народних депутатів від 04.08.1980 № 1102                                                                                            |
| 274   | Могила братська (7 осіб) | 1955             | Байкова вул., 6 |                 | Рішення виконавчого комітету Київської міськради народних депутатів від 04.08.1980 № 1102                                                                                            |
| 275   | Могила братська (5 осіб) | 1955             | Байкова вул., 6 |                 | Рішення виконавчого комітету Київської міськради народних депутатів від 04.08.1980 № 1102                                                                                            |
| 276   | Могила братська (7 осіб) | 1974             | Байкова вул., 6 |                 | Рішення виконавчого комітету Київської міськради народних депутатів від 04.08.1980 № 1102                                                                                            |
| 277   | Могила братська (6 осіб) | 1974             | Байкова вул., 6 |                 | Рішення виконавчого комітету Київської міськради народних депутатів від 04.08.1980 № 1102                                                                                            |
| 278   | Могила братська (6 осіб) | 1974             | Байкова вул., 6 |                 | Рішення виконавчого комітету Київської міськради народних депутатів від 04.08.1980 № 1102                                                                                            |
| 279   | Могила братська (7 осіб) | 1974             | Байкова вул., 6 |                 | Рішення виконавчого комітету Київської міськради народних депутатів від 04.08.1980 № 1102                                                                                            |
| 280   | Могила братська (6 осіб) | 1974             | Байкова вул., 6 |                 | Рішення виконавчого комітету Київської міськради народних депутатів від 04.08.1980 № 1102                                                                                            |
| 281   | Могила братська (7 осіб) | 1974             | Байкова вул., 6 |                 | Рішення виконавчого комітету Київської міськради народних депутатів від 04.08.1980 № 1102                                                                                            |
| 282   | Могила братська (7 осіб) | 1956             | Байкова вул., 6 |                 | Рішення виконавчого комітету Київської міськради народних депутатів від 04.08.1980 № 1102                                                                                            |
| 283   | Могила братська (6 осіб) | 1974             | Байкова вул., 6 |                 | Рішення виконавчого комітету Київської міськради народних депутатів від 04.08.1980 № 1102                                                                                            |
| 284   | Могила братська (5 осіб) | 1974             | Байкова вул., 6 |                 | Рішення виконавчого комітету Київської міськради народних депутатів від 04.08.1980 № 1102                                                                                            |
| 285   | Могила братська (8 осіб) | 1956             | Байкова вул., 6 |                 | Рішення виконавчого комітету Київської міськради народних депутатів від 04.08.1980 № 1102                                                                                            |
| 286   | Могила братська (7 осіб) | 1974             | Байкова вул., 6 |                 | Рішення виконавчого комітету Київської міськради народних депутатів від 04.08.1980 № 1102                                                                                            |
| 287   | Могила братська (8 осіб) | 1974             | Байкова вул., 6 |                 | Рішення виконавчого комітету Київської міськради народних депутатів від 04.08.1980 № 1102                                                                                            |
| 288   | Могила братська (9 осіб) | 1974             | Байкова вул., 6 |                 | Рішення виконавчого комітету Київської міськради народних депутатів від 04.08.1980 № 1102                                                                                            |
| 289   | Могила братська (5 осіб) | 1974             | Байкова вул., 6 |                 | Рішення виконавчого комітету Київської міськради народних депутатів від 04.08.1980 № 1102                                                                                            |
| 290   | Могила братська (6 осіб) | 1974             | Байкова вул., 6 |                 | Рішення виконавчого комітету Київської міськради народних депутатів від 04.08.1980 № 1102                                                                                            |
| 291   | Могила братська (6 осіб) | 1974             | Байкова вул., 6 |                 | Рішення виконавчого комітету Київської міськради народних депутатів від 04.08.1980 № 1102                                                                                            |
| 292   | Могила братська (7 осіб) | 1974             | Байкова вул., 6 |                 | Рішення виконавчого комітету Київської міськради народних депутатів від 04.08.1980 № 1102                                                                                            |
| 293   | Могила братська (4 особи) | 1971             | Байкова вул., 6 |                 | Рішення виконавчого комітету Київської міськради народних депутатів від 04.08.1980 № 1102                                                                                            |
| 294   | Могила братська (36 осіб) | 1968             | Байкова вул., 6 |                 | Рішення виконавчого комітету Київської міськради народних депутатів від 04.08.1980 № 1102                                                                                            |
| 295   | Могила братська (3 особи) | 1954             | Байкова вул., 6 |                 | Рішення виконавчого комітету Київської міськради народних депутатів від 04.08.1980 № 1102                                                                                            |
| 296   | Могила братська (5 осіб) | 1974             | Байкова вул., 6 |                 | Рішення виконавчого комітету Київської міськради народних депутатів від 04.08.1980 № 1102                                                                                            |
| 297   | Могила братська (3 особи) | 1959             | Байкова вул., 6 |                 | Рішення виконавчого комітету Київської міськради народних депутатів від 04.08.1980 № 1102                                                                                            |
| 298   | Могила братська (8 осіб) | 1974             | Байкова вул., 6 |                 | Рішення виконавчого комітету Київської міськради народних депутатів від 04.08.1980 № 1102                                                                                            |
| 299   | Могила братська (7 осіб) | 1974             | Байкова вул., 6 |                 | Рішення виконавчого комітету Київської міськради народних депутатів від 04.08.1980 № 1102                                                                                            |
| 300   | Могила братська (7 осіб) | 1974             | Байкова вул., 6 |                 | Рішення виконавчого комітету Київської міськради народних депутатів від 04.08.1980 № 1102                                                                                            |
| 301   | Могила братська (4 особи) | 1974             | Байкова вул., 6 |                 | Рішення виконавчого комітету Київської міськради народних депутатів від 04.08.1980 № 1102                                                                                            |
| 302   | Могила братська (7 осіб) | 1974             | Байкова вул., 6 |                 | Рішення виконавчого комітету Київської міськради народних депутатів від 04.08.1980 № 1102                                                                                            |
| 303   | Могила братська (7 осіб) | 1974             | Байкова вул., 6 |                 | Рішення виконавчого комітету Київської міськради народних депутатів від 04.08.1980 № 1102                                                                                            |
| 304   | Могила братська (3 особи) | 1956             | Байкова вул., 6 |                 | Рішення виконавчого комітету Київської міськради народних депутатів від 04.08.1980 № 1102                                                                                            |
| 305   | Могила братська (3 особи) | 1959             | Байкова вул., 6 |                 | Рішення виконавчого комітету Київської міськради народних депутатів від 04.08.1980 № 1102                                                                                            |
| 306   | Могила братська (5 осіб) | 1969             | Байкова вул., 6 |                 | Рішення виконавчого комітету Київської міськради народних депутатів від 04.08.1980 № 1102                                                                                            |
| 307   | Могила братська (6 осіб) | 1969             | Байкова вул., 6 |                 | Рішення виконавчого комітету Київської міськради народних депутатів від 04.08.1980 № 1102                                                                                            |
| 308   | Могила братська (7 осіб) | 1974             | Байкова вул., 6 |                 | Рішення виконавчого комітету Київської міськради народних депутатів від 04.08.1980 № 1102                                                                                            |
| 309   | Могила братська (6 осіб) | 1969             | Байкова вул., 6 |                 | Рішення виконавчого комітету Київської міськради народних депутатів від 04.08.1980 № 1102                                                                                            |
| 310   | Могила братська (6 осіб) | 1974             | Байкова вул., 6 |                 | Рішення виконавчого комітету Київської міськради народних депутатів від 04.08.1980 № 1102                                                                                            |
| 311   | Могила братська (7 осіб) | 1969             | Байкова вул., 6 |                 | Рішення виконавчого комітету Київської міськради народних депутатів від 04.08.1980 № 1102                                                                                            |
| 312   | Могила братська (кількість осіб не встановлена) | 1974             | Байкова вул., 6 |                 | Рішення виконавчого комітету Київської міськради народних депутатів від 04.08.1980 № 1102                                                                                            |
| 313   | Могила братська (7 осіб) | 1974             | Байкова вул., 6 |                 | Рішення виконавчого комітету Київської міськради народних депутатів від 04.08.1980 № 1102                                                                                            |
| 314   | Могила братська (4 особи) | 1956 р.          | Байкова вул., 6 |                 | Рішення виконавчого комітету Київської міськради народних депутатів від 04.08.1980 № 1102                                                                                            |
| 315   | Могила братська (7 осіб) | 1974             | Байкова вул., 6 |                 | Рішення виконавчого комітету Київської міськради народних депутатів від 04.08.1980 № 1102                                                                                            |
| 316   | Могила братська (4 особи) | 1971             | Байкова вул., 6 |                 | Рішення виконавчого комітету Київської міськради народних депутатів від 04.08.1980 № 1102                                                                                            |
| 317   | Могила братська (4 особи) | 1971             | Байкова вул., 6 |                 | Рішення виконавчого комітету Київської міськради народних депутатів від 04.08.1980 № 1102                                                                                            |
| 318   | Могила братська (6 осіб) | 1958             | Байкова вул., 6 |                 | Рішення виконавчого комітету Київської міськради народних депутатів від 04.08.1980 № 1102                                                                                            |
| 319   | Могила братська (5 осіб) | 1971             | Байкова вул., 6 |                 | Рішення виконавчого комітету Київської міськради народних депутатів від 04.08.1980 № 1102                                                                                            |
| 320   | Могила братська (6 осіб) | 1974             | Байкова вул., 6 |                 | Рішення виконавчого комітету Київської міськради народних депутатів від 04.08.1980 № 1102                                                                                            |
| 321   | Могила братська (5 осіб) | 1971             | Байкова вул., 6 |                 | Рішення виконавчого комітету Київської міськради народних депутатів від 04.08.1980 № 1102                                                                                            |
| 322   | Могила братська (7 осіб) | 1974             | Байкова вул., 6 |                 | Рішення виконавчого комітету Київської міськради народних депутатів від 04.08.1980 № 1102                                                                                            |
| 323   | Могила братська (6 осіб) | 1974             | Байкова вул., 6 |                 | Рішення виконавчого комітету Київської міськради народних депутатів від 04.08.1980 № 1102                                                                                            |
| 324   | Могила братська (5 осіб) | 1971             | Байкова вул., 6 |                 | Рішення виконавчого комітету Київської міськради народних депутатів від 04.08.1980 № 1102                                                                                            |
| 325   | Могила братська (6 осіб) | 1971             | Байкова вул., 6 |                 | Рішення виконавчого комітету Київської міськради народних депутатів від 04.08.1980 № 1102                                                                                            |
| 326   | Могила братська (8 осіб) | 1974             | Байкова вул., 6 |                 | Рішення виконавчого комітету Київської міськради народних депутатів від 04.08.1980 № 1102                                                                                            |
| 327   | Могила братська (4 особи) | 1974             | Байкова вул., 6 |                 | Рішення виконавчого комітету Київської міськради народних депутатів від 04.08.1980 № 1102                                                                                            |
| 328   | Могила братська (5 осіб) | 1956             | Байкова вул., 6 |                 | Рішення виконавчого комітету Київської міськради народних депутатів від 04.08.1980 № 1102                                                                                            |
| 329   | Могила братська (5 осіб) | 1974             | Байкова вул., 6 |                 | Рішення виконавчого комітету Київської міськради народних депутатів від 04.08.1980 № 1102                                                                                            |
| 330   | Могила братська (5 осіб) | 1974             | Байкова вул., 6 |                 | Рішення виконавчого комітету Київської міськради народних депутатів від 04.08.1980 № 1102                                                                                            |
| 331   | Могила братська (5 осіб) | 1974             | Байкова вул., 6 |                 | Рішення виконавчого комітету Київської міськради народних депутатів від 04.08.1980 № 1102                                                                                            |
| 332   | Могила братська (15 осіб) | 1959             | Байкова вул., 6 |                 | Рішення виконавчого комітету Київської міськради народних депутатів від 04.08.1980 № 1102                                                                                            |
| 333   | Могила братська (7 осіб) | 1974             | Байкова вул., 6 |                 | Рішення виконавчого комітету Київської міськради народних депутатів від 04.08.1980 № 1102                                                                                            |
| 334   | Могила братська (4 особи) | 1971             | Байкова вул., 6 |                 | Рішення виконавчого комітету Київської міськради народних депутатів від 04.08.1980 № 1102                                                                                            |
| 335   | Могила братська (7 осіб) | 1974             | Байкова вул., 6 |                 | Рішення виконавчого комітету Київської міськради народних депутатів від 04.08.1980 № 1102                                                                                            |
| 336   | Могила братська (8 осіб) | 1974             | Байкова вул., 6 |                 | Рішення виконавчого комітету Київської міськради народних депутатів від 04.08.1980 № 1102                                                                                            |
| 337   | Могила братська (6 осіб) |                  | Байкова вул., 6 |                 | Рішення виконавчого комітету Київської міськради народних депутатів від 04.08.1980 № 1102                                                                                            |
| 338   | Могила братська (6 осіб) | 1974             | Байкова вул., 6 |                 | Рішення виконавчого комітету Київської міськради народних депутатів від 04.08.1980 № 1102                                                                                            |
| 339   | Могила братська (13 осіб) | 1956             | Байкова вул., 6 |                 | Рішення виконавчого комітету Київської міськради народних депутатів від 04.08.1980 № 1102                                                                                            |
| 340   | Могила братська (6 осіб) | 1956             | Байкова вул., 6 |                 | Рішення виконавчого комітету Київської міськради народних депутатів від 04.08.1980 № 1102                                                                                            |
| 341   | Могила братська (8 осіб) | 1974             | Байкова вул., 6 |                 | Рішення виконавчого комітету Київської міськради народних депутатів від 04.08.1980 № 1102                                                                                            |
| 342   | Могила братська (6 осіб) | 1974             | Байкова вул., 6 |                 | Рішення виконавчого комітету Київської міськради народних депутатів від 04.08.1980 № 1102                                                                                            |
| 343   | Могила братська (4 особи) | 1971             | Байкова вул., 6 |                 | Рішення виконавчого комітету Київської міськради народних депутатів від 04.08.1980 № 1102                                                                                            |
| 344   | Могила братська (9 осіб) | 1959             | Байкова вул., 6 |                 | Рішення виконавчого комітету Київської міськради народних депутатів від 04.08.1980 № 1102                                                                                            |
| 345   | Могила братська (7 осіб) | 1956             | Байкова вул., 6 |                 | Рішення виконавчого комітету Київської міськради народних депутатів від 04.08.1980 № 1102                                                                                            |
| 346   | Могила братська (5 осіб) | 1956             | Байкова вул., 6 |                 | Рішення виконавчого комітету Київської міськради народних депутатів від 04.08.1980 № 1102                                                                                            |
| 347   | Могила братська (8 осіб) | 1956             | Байкова вул., 6 |                 | Рішення виконавчого комітету Київської міськради народних депутатів від 04.08.1980 № 1102                                                                                            |
| 348   | Могила братська (6 осіб) | 1974             | Байкова вул., 6 |                 | Рішення виконавчого комітету Київської міськради народних депутатів від 04.08.1980 № 1102                                                                                            |
| 349   | Могила братська (12 осіб) | 1956             | Байкова вул., 6 |                 | Рішення виконавчого комітету Київської міськради народних депутатів від 04.08.1980 № 1102                                                                                            |
| 350   | Могила братська (5 осіб) | 1958             | Байкова вул., 6 |                 | Рішення виконавчого комітету Київської міськради народних депутатів від 04.08.1980 № 1102                                                                                            |
| 351   | Могила братська (2 особи) | 1974             | Байкова вул., 6 |                 | Рішення виконавчого комітету Київської міськради народних депутатів від 04.08.1980 № 1102                                                                                            |
| 352   | Могила братська (32 особи) | 1968             | Байкова вул., 6 |                 | Рішення виконавчого комітету Київської міськради народних депутатів від 04.08.1980 № 1102                                                                                            |
| 353   | Могила братська (6 осіб) | 1974             | Байкова вул., 6 |                 | Рішення виконавчого комітету Київської міськради народних депутатів від 04.08.1980 № 1102                                                                                            |
| 354   | Могила братська (4 особи) | 1959             | Байкова вул., 6 |                 | Рішення виконавчого комітету Київської міськради народних депутатів від 04.08.1980 № 1102                                                                                            |
| 355   | Могила братська (3 особи) | 1959             | Байкова вул., 6 |                 | Рішення виконавчого комітету Київської міськради народних депутатів від 04.08.1980 № 1102                                                                                            |
| 356   | Могила братська (7 осіб) | 1956             | Байкова вул., 6 |                 | Рішення виконавчого комітету Київської міськради народних депутатів від 04.08.1980 № 1102                                                                                            |
| 357   | Могила братська (4 особи) | 1956             | Байкова вул., 6 |                 | Рішення виконавчого комітету Київської міськради народних депутатів від 04.08.1980 № 1102                                                                                            |
| 358   | Могила братська (4 особи) | 1956             | Байкова вул., 6 |                 | Рішення виконавчого комітету Київської міськради народних депутатів від 04.08.1980 № 1102                                                                                            |
| 359   | Могила братська (34 особи) | 1968             | Байкова вул., 6 |                 | Рішення виконавчого комітету Київської міськради народних депутатів від 04.08.1980 № 1102                                                                                            |
| 360   | Могила братська (6 осіб) | 1974 р           | Байкова вул., 6 |                 | Рішення виконавчого комітету Київської міськради народних депутатів від 04.08.1980 № 1102                                                                                            |
| 361   | Могила братська (10 осіб) | 1956             | Байкова вул., 6 |                 | Рішення виконавчого комітету Київської міськради народних депутатів від 04.08.1980 № 1102                                                                                            |
| 362   | Могила братська (4 особи) | 1969             | Байкова вул., 6 |                 | Рішення виконавчого комітету Київської міськради народних депутатів від 04.08.1980 № 1102                                                                                            |
| 363   | Могила братська (7 осіб) | 1974             | Байкова вул., 6 |                 | Рішення виконавчого комітету Київської міськради народних депутатів від 04.08.1980 № 1102                                                                                            |
| 364   | Могила Галугана О. І., гвардії капітана, Героя Радянського союзу | 1949             | Байкова вул., 6 |                 | Рішення виконавчого комітету Київської міськради народних депутатів від 27.01.1970 № 159                                                                                             |
| 365   | Могила Караваєва В. О., професора Київського університету, офтальмолога                                                                                                   |                  | Байкова вул., 6 | № 260003/33     | Постанова Кабінету Міністрів України від 03.09.2009 № 928 |
| 366   | Могила Коротченка Д. С. |                  | Байкова вул., 6 |                 | Рішення виконавчого комітету Київської міськради народних депутатів від 27.01.1970 № 159                                                                                             |
| 367   | Могила Ушакова М. М., письменника | 1978             | Байкова вул., 6 |                 | Рішення виконавчого комітету Київської міськради народних депутатів від 05.09.1977 № 1332                                                                                            |
| 368   | Могила Ніколаєва А. Г., генерал-майора |                  | Байкова вул., 6 |                 | Рішення виконавчого комітету Київської міськради народних депутатів від 05.09.1977 № 1332, Рішення виконавчого комітету Київської міськради народних депутатів від 27.01.1970 № 159  |
| 369   | Могила Демуцького П. Д., фольклориста, композитора та Демуцького Д. П., заслуженого діяча культури УРСР                                                                   | 1955, 56, 58 рр. | Байкова вул., 6 |                 | Постанова Кабінету Міністрів України від 03.09.2009 № 928 |
| 370   | Могила Дніпрової-Чайки (Василевської Л. О.), української письменниці | 1927             | Байкова вул., 6 |                 | Постанова Кабінету Міністрів України від 03.09.2009 № 928 |
| 371   | Могила Хвойка В. В., археолога | 1914             | Байкова вул., 6 | № 260003/81     | Постанова Кабінету Міністрів України від 03.09.2009 № 928 |
| 372   | Могила В. І. Беретті, архітектора | 1842 р.1958      | Байкова вул., 6 | № 260003/5      | Постанова Кабінету Міністрів України від 03.09.2009 № 928 |
| 373   | Могила Висоцького М. К., народного артиста СРСР |                  | Байкова вул., 6 |                 | Рішення виконавчого комітету Київської міськради народних депутатів від 27.01.1970 № 159                                                                                             |
| 374   | Могила Беретті О. В., архітектора | 1896             | Байкова вул., 6 | № 260003/6      | Постанова Кабінету Міністрів України від 03.09.2009 № 928 |
| 375   | Могила Васильченка С. В., письменника | 1932             | Байкова вул., 6 | № 260003/8      | Постанова Кабінету Міністрів України від 03.09.2009 № 928 |
| 376   | Могила Ватулі О. М., народного артиста УРСР |                  | Байкова вул., 6 |                 | Рішення виконавчого комітету Київської міськради народних депутатів від 22.02.1971 № 301                                                                                             |
| 377   | Могила Старицького М. П., українського письменника, театрального діяча | 1956             | Байкова вул., 6 | № 260003/73     | Постанова Кабінету Міністрів України від 03.09.2009 № 928 |
| 378   | Могила поетеси і громадської діячки Лесі Українки | 1951             | Байкова вул., 6 | № 260003/80     | Постанова Кабінету Міністрів України від 03.09.2009 № 928 |
| 379   | Могила Садовського М. К., артиста і режисера | 1961             | Байкова вул., 6 | № 260003/68     | Постанова Кабінету Міністрів України від 03.09.2009 № 928 |
| 380   | Могила Строкача Т. А., генерал-лейтенанта, діяч партизанського руху | 1965             | Байкова вул., 6 | № 562/2-Кв      | Наказ Міністерства культури і туризму України від 03.02.2010 № 58/0/16-10 |
| 381   | Могила Лисенка М. В., композитора |                  | Байкова вул., 6 | № 260003/46     | Постанова Кабінету Міністрів України від 03.09.2009 № 928 |
| 382   | Могила Мануїльського Д. З., радянського державного і партійного діяча | 1959             | Байкова вул., 6 | № 562/1-Кв      | Наказ Міністерства культури і туризму України від 03.02.2010 № 58/0/16-10 |
| 383   | Могила Василевської В. Л., письменниці | 1967             | Байкова вул., 6 | № 260003/7      | Постанова Кабінету Міністрів України від 03.09.2009 № 928 |
| 384   | Могила Петрицького А. Г., народного художника | 1970             | Байкова вул., 6 | № 260003/59     | Постанова Кабінету Міністрів України від 03.09.2009 № 928 |
| 385   | Могила Гнеповського Ф. Ф., учасника Січневого збройного повстання 1918 | 1968             | Байкова вул., 6 |                 | Рішення виконавчого комітету Київської міськради народних депутатів від 05.09.1977 № 1332                                                                                            |
| 386   | Могила Царика Г. Я, Героя соціалістичної праці | 1975             | Байкова вул., 6 |                 | Рішення виконавчого комітету Київської міськради народних депутатів від 05.09.1977 № 1332                                                                                            |
| 387   | Могила Грушецького І. С. |                  | Байкова вул., 6 |                 | Рішення виконавчого комітету Київської міськради народних депутатів від 17.11.1987 № 1112                                                                                            |
| 388   | Могила Лятошинського Б. М., композитора | 1971             | Байкова вул., 6 | № 260003/51     | Постанова Кабінету Міністрів України від 03.09.2009 № 928 |
| 389   | Могила Ворвулєва М. Д. |                  | Байкова вул., 6 |                 | Рішення виконавчого комітету Київської міськради народних депутатів від 17.11.1987 № 1112                                                                                            |
| 390   | Могила Криворучка І. Г., революціонера | 1934             | Байкова вул., 6 |                 | Рішення виконавчого комітету Київської міськради народних депутатів від 27.01.1970 № 159                                                                                             |
| 391   | Могила Грабчука М. Г., Героя Радянського союзу | 1949             | Байкова вул., 6 |                 | Рішення виконавчого комітету Київської міськради народних депутатів від 27.01.1970 № 159                                                                                             |
| 392   | Могила Касіяна В. І., художника | 1980             | Байкова вул., 6 | № 260003/34     | Постанова Кабінету Міністрів України від 03.09.2009 № 928 |
| 393   | Могила Смолича Ю. К., письменника | 1980             | Байкова вул., 6 | № 260003/70     | Постанова Кабінету Міністрів України від 03.09.2009 № 928 |
| 394   | Могила Ревуцького Л. М., композитора | 1980             | Байкова вул., 6 | № 260003/65     | Постанова Кабінету Міністрів України від 03.09.2009 № 928 |
| 395   | Могила Терниченка А. Г., агронома, професора | 1927             | Байкова вул., 6 |                 | Рішення виконавчого комітету Київської міськради народних депутатів від 27.01.1970 № 159                                                                                             |
| 396   | Могила Стельмаха М. А., українського письменника. Героя радянського союзу                                                                                                 |                  | Байкова вул., 6 |                 | Рішення виконавчого комітету Київської міськради народних депутатів від 17.11.1987 № 1112                                                                                            |
| 397   | Могила Скляренка С. Д., українського письменника | 1964             | Байкова вул., 6 |                 | Рішення виконавчого комітету Київської міськради народних депутатів від 27.01.1970 № 159                                                                                             |
| 398   | Могила Андерса Ф. Ф., інженер-конструктора | 1961             | Байкова вул., 6 | № 260003/2      | Постанова Кабінету Міністрів України від 03.09.2009 № 928 |
| 399   | Могила Первомайського Л. С., письменника | 1980             | Байкова вул., 6 | № 260003/60     | Постанова Кабінету Міністрів України від 03.09.2009 № 928 |
| 400   | Могила Калиновського Л. Л., учасника громадянської війни | 1956             | Байкова вул., 6 |                 | Рішення виконавчого комітету Київської міськради народних депутатів від 05.09.1977 № 1332                                                                                            |
| 401   | Могила Ліницької Л. П., української артистки | 1956             | Байкова вул., 6 |                 | Рішення виконавчого комітету Київської міськради народних депутатів від 27.01.1970 № 159                                                                                             |
| 402   | Могила Скорульського М. А., композитора | 1950             | Байкова вул., 6 | № 260003/69     | Постанова Кабінету Міністрів України від 03.09.2009 № 928 |
| 403   | Могила Шпорти А. І., письменника | 1957             | Байкова вул., 6 |                 | Рішення виконавчого комітету Київської міськради народних депутатів від 22.02.1971 № 301                                                                                             |
| 404   | Могила Кульженка С. В., українського книговидавця |                  | Байкова вул., 6 |                 | Рішення виконавчого комітету Київської міськради народних депутатів від 30.07.1984 № 693                                                                                             |
| 405   | Могила Шелестуна Є. Н., учасника громадянської війни |                  | Байкова вул., 6 |                 | Рішення виконавчого комітету Київської міськради народних депутатів від 05.09.1977 № 1332                                                                                            |
| 406   | Могила Ковальчука І. А., учасника Другої світової війни |                  | Байкова вул., 6 |                 | Рішення виконавчого комітету Київської міськради народних депутатів від 05.09.1977 № 1332                                                                                            |
| 407   | Могила Кальченко Г. Н., скульптора, народної художниці | 1979             | Байкова вул., 6 | № 260003/32     | Постанова Кабінету Міністрів України від 03.09.2009 № 928 |
| 408   | Могила Арєф'єва К. А., Героя Радянського Союзу | 1948             | Байкова вул., 6 |                 | Рішення виконавчого комітету Київської міськради народних депутатів від 27.01.1970 № 159                                                                                             |
| 409   | Могила Воробйова О. М., член-кореспондетна АН України |                  | Байкова вул., 6 |                 | Рішення виконавчого комітету Київської міськради народних депутатів від 27.01.1970 № 159                                                                                             |
| 410   | Могила Нарбута Г І., художника | 1974             | Байкова вул., 6 | № 260003/54     | Постанова Кабінету Міністрів України від 03.09.2009 № 928 |
| 411   | Могила Чавдарова С. Х., професора, член-корреспондента АН України | 1962             | Байкова вул., 6 |                 | Рішення виконавчого комітету Київської міськради народних депутатів від 22.02.1971 № 301                                                                                             |
| 412   | Могила Малишка А. С., письменника | 1974             | Байкова вул., 6 | № 260003/52     | Постанова Кабінету Міністрів України від 03.09.2009 № 928 |
| 413   | Могила Шовкуненка О. О., народного художника УРСР |                  | Байкова вул., 6 |                 | Рішення виконавчого комітету Київської міськради народних депутатів від 17.11.1987 № 1112                                                                                            |
| 414   | Могила Корноухова М. В., академіка | 1959             | Байкова вул., 6 |                 | Рішення виконавчого комітету Київської міськради народних депутатів від 22.02.1971 № 301                                                                                             |
| 415   | Могила Житецького П. Г., філолога | 1912             | Байкова вул., 6 |                 | Постанова Кабінету Міністрів України від 03.09.2009 № 928 |
| 416   | Могила Гмирі Б. Р., співака, народного артиста України |                  | Байкова вул., 6 |                 | Постанова Кабінету Міністрів України від 03.09.2009 № 928 |
| 417   | Могила Дроботька В. Г. |                  | Байкова вул., 6 |                 | Постанова Кабінету Міністрів України від 03.09.2009 № 928 |
| 418   | Могила Хохол О. М, лікаряпедіатра |                  | Байкова вул., 6 |                 | Рішення виконавчого комітету Київської міськради народних депутатів від 05.09.1977 № 1332                                                                                            |
| 419   | Могила Заболотного В. І., архітектора |                  | Байкова вул., 6 |                 | Рішення виконавчого комітету Київської міськради народних депутатів від 22.02.1971 № 301                                                                                             |
| 420   | Могила Копіци Д. Д., письменника | 1965             | Байкова вул., 6 |                 | Рішення виконавчого комітету Київської міськради народних депутатів від 27.01.1970 № 159                                                                                             |
| 421   | Могила Вірського П. П., балетмейстера народного артиста СРСР | 1975             | Байкова вул., 6 | № 260003/9      | Постанова Кабінету Міністрів України від 03.09.2009 № 928 |
| 422   | Могила Тичини П. Г., поета, Героя соціалістичної парці | 1970             | Байкова вул., 6 | № 260003/78     | Постанова Кабінету Міністрів України від 03.09.2009 № 928 |
| 423   | Могила Ком'яхову В. Г., секретаря ЦК КПУ | 1967 р.          | Байкова вул., 6 |                 | Рішення виконавчого комітету Київської міськради народних депутатів від 27.01.1970 № 159                                                                                             |
| 424   | Могила Ковальова Г. В., Героя Соціалістичної праці |                  | Байкова вул., 6 |                 | Рішення виконавчого комітету Київської міськради народних депутатів від 22.02.1971 № 301                                                                                             |
| 425   | Могила Боборикіна Г. А., партизана часів Великої Вітчизняної війни |                  | Байкова вул., 6 |                 | Рішення виконавчого комітету Київської міськради народних депутатів від 05.09.1977 № 1332                                                                                            |
| 426   | Могила Гарбузова В. Ф., члена ревізійної комісії компартії України, депутата Верховної Ради УРСР                                                                          | 1964             | Байкова вул., 6 |                 | Рішення виконавчого комітету Київської міськради народних депутатів від 22.02.1971 № 301                                                                                             |
| 427   | Могила Висоцького П. І., майора авіації, Героя Радянського союзу | 1947             | Байкова вул., 6 |                 | Рішення виконавчого комітету Київської міськради народних депутатів від 27.01.1970 № 159                                                                                             |
| 428   | Могила Терещенка М. І., письменника | 1966             | Байкова вул., 6 | № 260003/79     | Постанова Кабінету Міністрів України від 03.09.2009 № 928 |
| 429   | Могила Гришка М. С., народного артиста СРСР |                  | Байкова вул., 6 |                 | Постанова Кабінету Міністрів України від 03.09.2009 № 928 |
| 430   | Могила Неходи Івана, поета | 1965             | Байкова вул., 6 |                 | Рішення виконавчого комітету Київської міськради народних депутатів від 22.02.1971 № 301                                                                                             |
| 431   | Могила Кундзича О. Л., письменника | 1967             | Байкова вул., 6 |                 | Рішення виконавчого комітету Київської міськради народних депутатів від 22.02.1971 № 301                                                                                             |
| 432   | Могила Соловцова М. М., артиста |                  | Байкова вул., 6 | № 260003/71     | Постанова Кабінету Міністрів України від 03.09.2009 № 928 |
| 433   | Могила Чалого М. К., першого біографа Т. Шевченка | 1908             | Байкова вул., 6 |                 | Рішення виконавчого комітету Київської міськради народних депутатів від 22.02.1971 № 301                                                                                             |
| 434   | Могила Литвиненко-Вольгемут М., оперної співачки | 1971             | Байкова вул., 6 | № 260003/49     | Постанова Кабінету Міністрів України від 03.09.2009 № 928 |
| 435   | Могила Глушкова В. М., академіка, героя Соціалістичної Праці |                  | Байкова вул., 6 |                 | Рішення виконавчого комітету Київської міськради народних депутатів від 17.11.1987 № 1112                                                                                            |
| 436   | Могила Бегми В. А., командира партизанського з'єднання | 1966             | Байкова вул., 6 |                 | Рішення виконавчого комітету Київської міськради народних депутатів від 22.02.1971 № 301                                                                                             |
| 437   | Могила Бородуліної Г. В., учасника російсько-турецької війни |                  | Байкова вул., 6 |                 | Рішення виконавчого комітету Київської міськради народних депутатів від 30.07.1984 № 693                                                                                             |
| 438   | Могила Кезми Т. Г., філолога-арабіста, професора |                  | Байкова вул., 6 |                 | Рішення виконавчого комітету Київської міськради народних депутатів від 30.07.1984 № 693                                                                                             |
| 439   | Могила Коломійченка О. С. |                  | Байкова вул., 6 |                 | Рішення виконавчого комітету Київської міськради народних депутатів від 17.11.1987 № 1112                                                                                            |
| 440   | Могила Рибака Н. С., письменника |                  | Байкова вул., 6 | № 260003/64     | Постанова Кабінету Міністрів України від 03.09.2009 № 928 |
| 441   | Могила Яновського Ю. І., письменника | 1958             | Байкова вул., 6 | № 260003/87     | Постанова Кабінету Міністрів України від 03.09.2009 № 928 |
| 442   | Могила Патона Є. О., академіка, Героя Соціалістичної Праці | 1954             | Байкова вул., 6 | № 260003/58     | Постанова Кабінету Міністрів України від 03.09.2009 № 928 |
| 443   | Могила Косенка В. С., композитора |                  | Байкова вул., 6 | № 260003/39     | Постанова Кабінету Міністрів України від 03.09.2009 № 928 |
| 444   | Могила Петрусенко О. А., народної артистки УРСР | 1949             | Байкова вул., 6 | № 260003/61     | Постанова Кабінету Міністрів України від 03.09.2009 № 928 |
| 445   | Могила Крушельницького М. М., народного артиста СРСР | 1964             | Байкова вул., 6 | № 260003/44     | Постанова Кабінету Міністрів України від 03.09.2009 № 928 |
| 446   | Могила Земляка В. С., письменника |                  | Байкова вул., 6 |                 | Рішення виконавчого комітету Київської міськради народних депутатів від 30.07.1984 № 693                                                                                             |
| 447   | Могила Нечуя-Левицького І. С., письменника | 1956             | Байкова вул., 6 | № 260003/55     | Постанова Кабінету Міністрів України від 03.09.2009 № 928 |
| 448   | Могила Бойченка О. М., письменника | 1953             | Байкова вул., 6 | № 562/3-Кв      | Наказ Міністерства культури і туризму України від 03.02.2010 № 58/0/16-10 |
| 449   | Могила Лисенка М. Г., народного художника | 1939             | Байкова вул., 6 | № 260003/47     | Постанова Кабінету Міністрів України від 03.09.2009 № 928 |
| 450   | Могила Саксаганського П. К., народного артиста СРСР |                  | Байкова вул., 6 | № 260003/67     | Постанова Кабінету Міністрів України від 03.09.2009 № 928 |
| 451   | Могила Паторжинського І. С., народного артиста СРСР | 1963             | Байкова вул., 6 | № 260003/62     | Постанова Кабінету Міністрів України від 03.09.2009 № 928 |
| 452   | Могила Бучми А. М., народного артиста СРСР | 1958             | Байкова вул., 6 | № 260003/4      | Постанова Кабінету Міністрів України від 03.09.2009 № 928 |
| 453   | Могила Остапа Вишні (Губенка П. М.), письменника | 1966             | Байкова вул., 6 | № 260003/12     | Постанова Кабінету Міністрів України від 03.09.2009 № 928 |
| 454   | Могила Рильського М. Т., поета, громадського діяча | 1969             | Байкова вул., 6 | № 260003/66     | Постанова Кабінету Міністрів України від 03.09.2009 № 928 |
| 455   | Могила Рощина-Інсарова М. П., артиста |                  | Байкова вул., 6 |                 | Рішення виконавчого комітету Київської міськради народних депутатів від 27.01.1970 № 159                                                                                             |
| 456   | Могила Кочерги І. А., драматурга | 1954             | Байкова вул., 6 | № 260003/41     | Постанова Кабінету Міністрів України від 03.09.2009 № 928 |
| 457   | Могила Заньковецької М. К., народної артистки | 1960             | Байкова вул., 6 | № 260003/28     | Постанова Кабінету Міністрів України від 03.09.2009 № 928 |
| 458   | Могила Корнійчука О. Є., українського письменника | 1973 р.          | Байкова вул., 6 | № 260003/40     | Постанова Кабінету Міністрів України від 03.09.2009 № 928 |
| 459   | Могила Шумського Ю. В., народного артиста СРСР | 1956             | Байкова вул., 6 | № 260003/84     | Постанова Кабінету Міністрів України від 03.09.2009 № 928 |
| 460   | Могила Ковпака С. А., двічі Героя радянського Союзу, діяч партизанського руху                                                                                             | 1969             | Байкова вул., 6 | № 260003/35     | Постанова Кабінету Міністрів України від 03.09.2009 № 928 |
| 461   | Могила Юри Г. П. |                  | Байкова вул., 6 | № 260003/85     | Постанова Кабінету Міністрів України від 03.09.2009 № 928 |
| 462   | Могила Сосюри В. М., українського поета | 1966             | Байкова вул., 6 | № 260003/72     | Постанова Кабінету Міністрів України від 03.09.2009 № 928 |
| 463   | Могила Куманька П. Ф., секретаря сумського підпільного обкому КП(б)У |                  | Байкова вул., 6 |                 | Рішення виконавчого комітету Київської міськради народних депутатів від 05.09.1977 № 1332                                                                                            |
| 464   | Могила Кучера В. С., письменника | 1968             | Байкова вул., 6 |                 | Рішення виконавчого комітету Київської міськради народних депутатів від 27.01.1970 № 159                                                                                             |
| 465   | Могила Чужбінова Т. О., артиста | 1890-і рр.       | Байкова вул., 6 |                 | Рішення виконавчого комітету Київської міськради народних депутатів від 27.01.1970 № 159                                                                                             |
| 466   | Могила Халатова В. М., актора |                  | Байкова вул., 6 |                 | Рішення виконавчого комітету Київської міськради народних депутатів від 05.09.1977 № 1332                                                                                            |
| 467   | Могила Кониського О. Я., письменника, біографа Т. Шевченка | 1900             | Байкова вул., 6 | № 260003/37     | Постанова Кабінету Міністрів України від 03.09.2009 № 928 |
| 468   | Могила Дружиніна В. М., Героя Радянського союзу |                  | Байкова вул., 6 |                 | Рішення виконавчого комітету Київської міськради народних депутатів від 17.11.1987 № 1112                                                                                            |
| 469   | Могила Левицького І. Н., учасника громадянської і Великої вітчизняної війн                                                                                                | 1963             | Байкова вул., 6 |                 | Рішення виконавчого комітету Київської міськради народних депутатів від 05.09.1977 № 1332                                                                                            |
| 470   | Могила Козюренка О. Г., художника |                  | Байкова вул., 6 |                 | Рішення виконавчого комітету Київської міськради народних депутатів від 22.02.1971 № 301                                                                                             |
| 471   | Могила Пірадова В. П., диригента, професора |                  | Байкова вул., 6 |                 | Рішення виконавчого комітету Київської міськради народних депутатів від 27.01.1970 № 159                                                                                             |
| 472   | Могила Євреїнова К. М., учасника оборони Севастополя 1853-54 рр. | 1856             | Байкова вул., 6 |                 | Рішення виконавчого комітету Київської міськради народних депутатів від 05.09.1977 № 1332                                                                                            |
| 473   | Могила Олійника С. І., письменника |                  | Байкова вул., 6 |                 | Рішення виконавчого комітету Київської міськради народних депутатів від 30.07.1984 № 693                                                                                             |
| 474   | Могила Вакара В. В. |                  | Байкова вул., 6 |                 | Рішення виконавчого комітету Київської міськради народних депутатів від 30.07.1984 № 693                                                                                             |
| 475   | Могила Лєхова П. В., полковника юстиції | 1952             | Байкова вул., 6 |                 | Рішення виконавчого комітету Київської міськради народних депутатів від 27.01.1970 № 159                                                                                             |
| 476   | Могила Манзія В. Д., народного артиста УРСР |                  | Байкова вул., 6 |                 | Рішення виконавчого комітету Київської міськради народних депутатів від 27.01.1970 № 159                                                                                             |
| 477   | Комплекс пам'яток на Байковому кладовищі |                  |                 |                 | |
| 478   | Могила Муравйової О. О., професора | 1939             | Байкова вул., 6 |                 | Рішення виконавчого комітету Київської міськради народних депутатів від 22.02.1971 № 301                                                                                             |
| 479   | Могила Кулика К. П., учасника боїв за звільнення Києва в 1943 р. |                  | Байкова вул., 6 |                 | Рішення виконавчого комітету Київської міськради народних депутатів від 05.09.1977 № 1332                                                                                            |
| 480   | Могила Онищенка Г. П., уповноваженого військової Ради армії в Другій світовій війні                                                                                       |                  | Байкова вул., 6 |                 | Рішення виконавчого комітету Київської міськради народних депутатів від 05.09.1977 № 1332                                                                                            |
| 481   | Могила Дранішнікова В. О., диригента | 1939             | Байкова вул., 6 |                 | Рішення виконавчого комітету Київської міськради народних депутатів від 27.01.1970 № 159                                                                                             |
| 482   | Могила Шульженка Б. С. |                  | Байкова вул., 6 |                 | Рішення виконавчого комітету Київської міськради народних депутатів від 30.07.1984 № 693                                                                                             |
| 483   | Могила Степового Я., композитора |                  | Байкова вул., 6 | № 260003/74     | Постанова Кабінету Міністрів України від 03.09.2009 № 928 |
| 484   | Могила Тобілевич С. В., артистки | 1958             | Байкова вул., 6 |                 | Рішення виконавчого комітету Київської міськради народних депутатів від 27.01.1970 № 159                                                                                             |
| 485   | Могила Сороки О. Н., народного артиста | 1964             | Байкова вул., 6 |                 | Рішення виконавчого комітету Київської міськради народних депутатів від 30.07.1984 № 693                                                                                             |
| 486   | Могила Михайлова П. А., партизана часів громадянської війни |                  | Байкова вул., 6 |                 | Рішення виконавчого комітету Київської міськради народних депутатів від 05.09.1977 № 1332                                                                                            |
| 487   | Могила Гайцана М. І., робітника заводу «Арсенал», підпільника часів великої вітчизняної війни                                                                             | 1961             | Байкова вул., 6 |                 | Рішення виконавчого комітету Київської міськради народних депутатів від 05.09.1977 № 1332                                                                                            |
| 488   | Могила Гайдамаки В. І., партизана часів громадянської війни |                  | Байкова вул., 6 |                 | Рішення виконавчого комітету Київської міськради народних депутатів від 05.09.1977 № 1332                                                                                            |
| 489   | Могила Комарова В. М., учасника громадянської війни, заслуженого робітника МВС УРСР                                                                                       | 1973             | Байкова вул., 6 |                 | Рішення виконавчого комітету Київської міськради народних депутатів від 05.09.1977 № 1332                                                                                            |
| 490   | Могила Антоновича В. М., партизана часів Великої вітчизняної війни | 1972             | Байкова вул., 6 |                 | Рішення виконавчого комітету Київської міськради народних депутатів від 05.09.1977 № 1332                                                                                            |
| 491   | Могила Белозуба-Беспечного М. М. |                  | Байкова вул., 6 |                 | Рішення виконавчого комітету Київської міськради народних депутатів від 05.09.1977 № 1332                                                                                            |
| 492   | Могила Кочергіна Р. В., учасника громадянської і великої вітчизняної війн                                                                                                 | 1971             | Байкова вул., 6 |                 | Рішення виконавчого комітету Київської міськради народних депутатів від 05.09.1977 № 1332                                                                                            |
| 493   | Могила Шліхтера О. Г, академіка |                  | Байкова вул., 6 |                 | Рішення виконавчого комітету Київської міськради народних депутатів від 30.07.1984 № 693                                                                                             |
| 494   | Могила Таратути В. М., командира партизанського загону ім. М. Щорса | 1958             | Байкова вул., 6 |                 | Рішення виконавчого комітету Київської міськради народних депутатів від 05.09.1977 № 1332                                                                                            |
| 495   | Могила Забольського А. К., учасника громадянської і Великої вітчизняної війн                                                                                              | 1957             | Байкова вул., 6 |                 | Рішення виконавчого комітету Київської міськради народних депутатів від 05.09.1977 № 1332                                                                                            |
| 496   | Могила Кудрявцева М. М., генерал-майора артилерії, учасника громадянської і Великої вітчизняної війн                                                                      | 1958             | Байкова вул., 6 |                 | Рішення виконавчого комітету Київської міськради народних депутатів від 05.09.1977 № 1332                                                                                            |
| 497   | Могила Їжакевича І. С., художника | 1963             | Байкова вул., 6 | № 260003/28     | Постанова Кабінету Міністрів України від 03.09.2009 № 928 |
| 498   | Могила Студинецького О. А., учасника громадянської війни, командира партизанського загону                                                                                 | 1961             | Байкова вул., 6 |                 | Рішення виконавчого комітету Київської міськради народних депутатів від 05.09.1977 № 1332                                                                                            |
| 499   | Могила Смирнової-Замкової О. І., академіка | 1962             | Байкова вул., 6 |                 | Рішення виконавчого комітету Київської міськради народних депутатів від 27.01.1970 № 159                                                                                             |
| 500   | Могила Пашенка О. С. |                  | Байкова вул., 6 |                 | Рішення виконавчого комітету Київської міськради народних депутатів від 22.02.1971 № 301                                                                                             |
| 501   | Могила Грінченка Б. Д., письменника | 1910             | Байкова вул., 6 |                 | Постанова Кабінету Міністрів України від 03.09.2009 № 928 |
| 502   | Могила Маньковського Б. М., вченого-невропатолога, академіка | 1962             | Байкова вул., 6 |                 | Рішення виконавчого комітету Київської міськради народних депутатів від 22.02.1971 № 301                                                                                             |
| 503   | Могила Букрєєва Б. Я., математика, професора | 1962             | Байкова вул., 6 |                 | Рішення виконавчого комітету Київської міськради народних депутатів від 22.02.1971 № 301                                                                                             |
| 504   | Могила Грушевського М. С., українського історика, першого голови Української Центральної Ради                                                                             | 1938             | Байкова вул., 6 |                 | Постанова Кабінету Міністрів України від 03.09.2009 № 928 |
| 505   | Могила Бєлоусова М. М., народного артиста України |                  | Байкова вул., 6 |                 | Рішення виконавчого комітету Київської міськради народних депутатів від 30.07.1984 № 693                                                                                             |
| 506   | Могила Філіповича О. В., генерал-майора артилерії, учасника громадянської і Великої вітчизняної війн                                                                      |                  | Байкова вул., 6 |                 | Рішення виконавчого комітету Київської міськради народних депутатів від 05.09.1977 № 1332                                                                                            |
| 507   | Могила Епіка Г. Д., письменника | 1937             | Байкова вул., 6 |                 | Рішення виконавчого комітету Київської міськради народних депутатів від 22.02.1971 № 301                                                                                             |
| 508   | Могила Копиленка О. І., письменника | 1969             | Байкова вул., 6 | № 260003/38     | Постанова Кабінету Міністрів України від 03.09.2009 № 928 |
| 509   | Могила Донця Г. Д., учасника громадянської і Великої вітчизняної війн | 1961             | Байкова вул., 6 |                 | Рішення виконавчого комітету Київської міськради народних депутатів від 05.09.1977 № 1332                                                                                            |
| 510   | Могила Шамигулова Г. Н., учасника боротьби за встановлення Радянської влади в Башкірії, на Уралі, в Поволжі                                                               | 1960             | Байкова вул., 6 |                 | Рішення виконавчого комітету Київської міськради народних депутатів від 05.09.1977 № 1332                                                                                            |
| 511   | Могила Козицького Ф. Є., композитора |                  | Байкова вул., 6 |                 | Рішення виконавчого комітету Київської міськради народних депутатів від 27.01.1970 № 159                                                                                             |
| 512   | Могила Птухи М. В., академіка | 1963             | Байкова вул., 6 | № 260003/63     | Постанова Кабінету Міністрів України від 03.09.2009 № 928 |
| 513   | Могила Вериківського М. І. композитора, педагога і диригента | 1962             | Байкова вул., 6 | № 260003/10     | Постанова Кабінету Міністрів України від 03.09.2009 № 928 |
| 514   | Могила Яковлєва П. Я, генерал-майора артилерії | 1945             | Байкова вул., 6 |                 | Рішення виконавчого комітету Київської міськради народних депутатів від 27.01.1970 № 159                                                                                             |
| 515   | Могила Гончара С. І., партизана часів Великої вітчизняної війни | 1958             | Байкова вул., 6 |                 | Рішення виконавчого комітету Київської міськради народних депутатів від 05.09.1977 № 1332                                                                                            |
| 516   | Могила Головка А. В. |                  | Байкова вул., 6 |                 | Постанова Кабінету Міністрів України від 03.09.2009 № 928 |
| 517   | Могила Дергунова О. П., генерал-майора авіації | 1952             | Байкова вул., 6 |                 | Рішення виконавчого комітету Київської міськради народних депутатів від 27.01.1970 № 159                                                                                             |
| 518   | Могила Олексієнко К. Ф. |                  | Байкова вул., 6 |                 | Рішення виконавчого комітету Київської міськради народних депутатів від 27.01.1970 № 159                                                                                             |
| 519   | Могила Рябова А. П., композитора |                  | Байкова вул., 6 |                 | Рішення виконавчого комітету Київської міськради народних депутатів від 27.01.1970 № 159                                                                                             |
| 520   | Могила Кривоноса П. Ф. |                  | Байкова вул., 6 |                 | Рішення виконавчого комітету Київської міськради народних депутатів від 17.11.1987 № 1112                                                                                            |
| 521   | Могила Антонова О. К. |                  | Байкова вул., 6 |                 | Рішення виконавчого комітету Київської міськради народних депутатів від 17.11.1987 № 1112                                                                                            |
| 522   | Могила Кипоренко-Даманського Ю. С., народного артиста УРСР |                  | Байкова вул., 6 |                 | Рішення виконавчого комітету Київської міськради народних депутатів від 27.01.1970 № 159                                                                                             |
| 523   | Могила Авдєєнка П. П., Героя Радянського Союзу | 1956             | Байкова вул., 6 |                 | Рішення виконавчого комітету Київської міськради народних депутатів від 22.02.1971 № 301                                                                                             |
| 524   | Могила Чередника І. Я., Героя радянського Союзу | 1956             | Байкова вул., 6 |                 | Рішення виконавчого комітету Київської міськради народних депутатів від 22.02.1971 № 301                                                                                             |
| 525   | Могила Бутенка Г. П., радянського державного діяча | 1977             | Байкова вул., 6 |                 | Рішення виконавчого комітету Київської міськради народних депутатів від 05.09.1977 № 1332                                                                                            |
| 526   | Могила Ведехіна М. П., гвардії полковника |                  | Байкова вул., 6 |                 | Рішення виконавчого комітету Київської міськради народних депутатів від 27.01.1970 № 159                                                                                             |
| 527   | Могила Гречухи М. С., радянського державного діяча |                  | Байкова вул., 6 |                 | Рішення виконавчого комітету Київської міськради народних депутатів від 05.09.1977 № 1332                                                                                            |
| 528   | Могила Вєрьовки Г. Г., композитора, народного артиста УРСР | 1965             | Байкова вул., 6 |                 | Рішення виконавчого комітету Київської міськради народних депутатів від 22.02.1971 № 301                                                                                             |
| 529   | Могила Саранчука О. К., організатора партизанського загону в роки громадянської війни                                                                                     |                  | Байкова вул., 6 |                 | Рішення виконавчого комітету Київської міськради народних депутатів від 05.09.1977 № 1332                                                                                            |
| 530   | Могила Федутенко Н. Н., Героя Радянського союзу |                  | Байкова вул., 6 |                 | Рішення виконавчого комітету Київської міськради народних депутатів від 17.11.1987 № 1112                                                                                            |
| 531   | Могила Коротченка П. С., партизана Великої вітчизняної війни; радянського державного і партійного діяча, голови Президії Верховної Ради УРСР                              | 1971             | Байкова вул., 6 |                 | Рішення виконавчого комітету Київської міськради народних депутатів від 05.09.1977 № 1332                                                                                            |
| 532   | Могила Литвака Р.І, партизана громадянської війни |                  | Байкова вул., 6 |                 | Рішення виконавчого комітету Київської міськради народних депутатів від 05.09.1977 № 1332                                                                                            |
| 533   | Могила Ле (Мойся) І. Л., письменника | 1981             | Байкова вул., 6 | № 260003/45     | Постанова Кабінету Міністрів України від 03.09.2009 № 928 |
| 534   | Могила Белова Є. О., генерал-лейтенанта | 1968             | Байкова вул., 6 |                 | Рішення виконавчого комітету Київської міськради народних депутатів від 15.07.1974 № 1041                                                                                            |
| 535   | Могила Купріянова Д. А., Героя Радянського союзу |                  | Байкова вул., 6 |                 | Рішення виконавчого комітету Київської міськради народних депутатів від 17.11.1987 № 1112                                                                                            |
| 536   | Могила Глущенка М. Б., народного художника України |                  | Байкова вул., 6 |                 | Постанова Кабінету Міністрів України від 03.09.2009 № 928 |
| 537   | Могила Косача П. А., батька Лесі Українки | 1971             | Байкова вул.    | № 260003        | Постанова Кабінету Міністрів України від 03.09.2009 № 928 |
| 538   | Могила братська (6 осіб) | 1974             | Байкова вул., 6 |                 | Рішення виконавчого комітету Київської міськради народних депутатів від 04.08.1980 № 1102                                                                                            |
| 539   | Могила Балашова Г. І., генерал-майора, учасника громадянської і Великої вітчизняної війни                                                                                 | 1965             | Байкова вул., 6 |                 | Рішення виконавчого комітету Київської міськради народних депутатів від 05.09.1977 № 1332                                                                                            |
| 540   | Могила Дехтярьова Г. Е. |                  | Байкова вул., 6 |                 | Рішення виконавчого комітету Київської міськради народних депутатів від 05.09.1977 № 1332                                                                                            |
| 541   | Могила Миколайчука Івана (1941—1987), кіноактора, кінорежисера, засл. артиста УРСР, лауреата премії ім. М. Островського                                                   |                  | Байкова вул., 6 | № 260003/53     | Постанова Кабінету Міністрів України від 03.09.2009 № 928 |
| 542   | Надгробок на могилі Платзер А. |                  | Байкова вул., 6 |                 | Наказ Управління охорони пам'яток історії, культури та історичного середовища від 09.06.2000 № 50                                                                                    |
| 543   | Могила Рябцева В. І., учасника Жовтневого перевороту 1917 року | 1964             | Байкова вул., 6 |                 | Рішення виконавчого комітету Київської міськради народних депутатів від 05.09.1977 № 1332                                                                                            |
| 544   | Могила Чайки А. А., заслуженого діяча науки України | 1969             | Байкова вул., 6 |                 | Рішення виконавчого комітету Київської міськради народних депутатів від 05.09.1977 № 1332                                                                                            |
| 545   | Могила Білоскурського М. А., генерал-майора, учасника громадянської і Великої вітчизняної війн                                                                            | 1972             | Байкова вул., 6 |                 | Рішення виконавчого комітету Київської міськради народних депутатів від 05.09.1977 № 1332                                                                                            |
| 546   | Могила Кримова О. П., академіка | 1954             | Байкова вул., 6 | № 260003/43     | Постанова Кабінету Міністрів України від 03.09.2009 № 928 |
| 547   | Могила Івашина І. П., партизана громадянської і Великої вітчизняної війн                                                                                                  | 1973             | Байкова вул., 6 |                 | Рішення виконавчого комітету Київської міськради народних депутатів від 05.09.1977 № 1332                                                                                            |
| 548   | Могила Красицького Ф. С., художника | 1963             | Байкова вул., 6 | № 260003/42     | Постанова Кабінету Міністрів України від 03.09.2009 № 928 |
| 549   | Могила Кондрусова С. М., генерал-майора | 1958             | Байкова вул., 6 |                 | Рішення виконавчого комітету Київської міськради народних депутатів від 27.01.1970 № 159                                                                                             |
| 550   | Могила Красноюрченка І. І. |                  | Байкова вул., 6 |                 | Рішення виконавчого комітету Київської міськради народних депутатів від 17.11.1987 № 1112                                                                                            |
| 551   | Могила братська (6 осіб) | 1974             | Байкова вул., 6 |                 | Рішення виконавчого комітету Київської міськради народних депутатів від 04.08.1980 № 1102                                                                                            |
| 552   | Могила Москалика М. Е., генерал-майора, учасника громадянської і великої вітчизняної війни                                                                                | 1956             | Байкова вул., 6 |                 | Рішення виконавчого комітету Київської міськради народних депутатів від 05.09.1977 № 1332                                                                                            |
| 553   | Надгробок на могилі Септер Ш. К. |                  | Байкова вул., 6 |                 | Наказ Управління охорони пам'яток історії, культури та історичного середовища від 09.06.2000 № 50                                                                                    |
| 554   | Могила Аверина А. С., підполковника | 1958             | Байкова вул., 6 |                 | Рішення виконавчого комітету Київської міськради народних депутатів від 04.08.1980 № 1102                                                                                            |
| 555   | Могила Вєніга Є. В., генерал-майора, учасника громадянської і Великої вітчизняної війн                                                                                    | 1972             | Байкова вул., 6 |                 | Рішення виконавчого комітету Київської міськради народних депутатів від 27.01.1970 № 159                                                                                             |
| 556   | Могила Колпачова Ф. В., генерал-майора, учасника громадянської і Великої вітчизняної війн                                                                                 | 1970             | Байкова вул., 6 |                 | Рішення виконавчого комітету Київської міськради народних депутатів від 05.09.1977 № 1332                                                                                            |
| 557   | Могила Кавалерідзе І. П., скульптора |                  | Байкова вул., 6 | № 260003/31     | Постанова Кабінету Міністрів України від 03.09.2009 № 928 |
| 558   | Надгробок на могилі Сапежко Н. |                  | Байкова вул., 6 |                 | Наказ Управління охорони пам'яток історії, культури та історичного середовища від 09.06.2000 № 50                                                                                    |
| 559   | Могила братська (6 осіб) | 1971             | Байкова вул., 6 |                 | Рішення виконавчого комітету Київської міськради народних депутатів від 04.08.1980 № 1102                                                                                            |
| 560   | Могила Бикова Леоніда Федоровича (12.12.1928—11.04.1979), драматичного актора і режисера, народного артиста України, лауреата Державної премії України ім. Т. Г. Шевченка | 1979             | Байкова вул., 6 | № 260003/3      | Постанова Кабінету Міністрів України від 03.09.2009 № 928 |
| 561   | Могила Шутова С. Ф., двічі Героя Радянського союзу | 1965             | Байкова вул., 6 |                 | Рішення виконавчого комітету Київської міськради народних депутатів від 15.07.1974 № 1041                                                                                            |
| 562   | Могила Гайдай З. М., української співачки | 1967 р.          | Байкова вул., 6 | № 260003/13     | Постанова Кабінету Міністрів України від 03.09.2009 № 928 |
| 563   | Могила Волковського В. П., Героя Радянського союзу |                  | Байкова вул., 6 |                 | Рішення виконавчого комітету Київської міськради народних депутатів від 17.11.1987 № 1112                                                                                            |
| 564   | Могила Рассказова А. Я. |                  | Байкова вул., 6 |                 | Рішення виконавчого комітету Київської міськради народних депутатів від 05.09.1977 № 1332                                                                                            |
| 565   | Могила Педенко М. П., учасниці Великої вітчизняної війни | 1970             | Байкова вул., 6 |                 | Рішення виконавчого комітету Київської міськради народних депутатів від 05.09.1977 № 1332                                                                                            |
| 566   | Могила Наумова М. І., учасника партизанського руху в Україні | 1976             | Байкова вул., 6 |                 | Рішення виконавчого комітету Київської міськради народних депутатів від 05.09.1977 № 1332                                                                                            |
| 567   | Могила Лосєва А. І., Героя Радянського союзу |                  | Байкова вул., 6 |                 | Рішення виконавчого комітету Київської міськради народних депутатів від 17.11.1987 № 1112                                                                                            |
| 568   | Могила Гончара Івана (1910—1993), визначного українського художника, скульптора, культурного діяча                                                                        |                  | Байкова вул., 6 |                 | Постанова Кабінету Міністрів України від 03.09.2009 № 928 |
| 569   | Могила Панча П. Й. |                  | Байкова вул., 6 | № 260003/56     | Постанова Кабінету Міністрів України від 03.09.2009 № 928 |
| 570   | Могила Гавриша П. І., Героя Радянського союзу |                  | Байкова вул., 6 |                 | Рішення виконавчого комітету Київської міськради народних депутатів від 17.11.1987 № 1112                                                                                            |
| 571   | Могила Болдіна І. В. |                  | Байкова вул., 6 |                 | Рішення виконавчого комітету Київської міськради народних депутатів від 05.09.1977 № 1332                                                                                            |
| 572   | Могила Говорова І. П., учасника громадянської і Великої вітчизняної війн                                                                                                  | 1966             | Байкова вул., 6 |                 | Рішення виконавчого комітету Київської міськради народних депутатів від 05.09.1977 № 1332                                                                                            |
| 573   | Могила Литвина Юрія (1934—1984), поета, публіциста, одного з засновників Української Громадської групи сприяння виконанню Гельсінських угод                               |                  | Байкова вул., 6 | № 260003/48     | Постанова Кабінету Міністрів України від 03.09.2009 № 928 |
| 574   | Могила Овсєєвича П. Ф. |                  | Байкова вул., 6 |                 | Рішення виконавчого комітету Київської міськради народних депутатів від 22.02.1971 № 301                                                                                             |
| 575   | Могила Хвостенка-Хвостова О. В. |                  | Байкова вул., 6 |                 | Рішення виконавчого комітету Київської міськради народних депутатів від 05.09.1977 № 1332                                                                                            |
| 576   | Могила Чепурова С. Ф., учасника громадянської та Другої світової війн |                  | Байкова вул., 6 |                 | Рішення виконавчого комітету Київської міськради народних депутатів від 17.11.1987 № 1112, Рішення виконавчого комітету Київської міськради народних депутатів від 05.09.1977 № 1332 |
| 577   | Могила Тихого Олекси (1927—1984), вчителя, філософа, правозахисника, одного з засновників Української Громадської групи сприяння виконанню Гельсінських угод              |                  | Байкова вул., 6 | № 260003/77     | Постанова Кабінету Міністрів України від 03.09.2009 № 928 |
| 578   | Могила Стуса Василя (1938—1985), поета, перекладача, літературознавця, правозахисника.                                                                                    |                  | Байкова вул., 6 | № 260003/76     | Постанова Кабінету Міністрів України від 03.09.2009 № 928 |
| 579   | Могила Морозова В. П., генерал-майора артилерії, учасника громадянської і Великої вітчизняної війн                                                                        | 1964             | Байкова вул., 6 |                 | Рішення виконавчого комітету Київської міськради народних депутатів від 05.09.1977 № 1332                                                                                            |
| 580   | Могила Новака А. Ю., учасника антифашистської боротьби в Іспанії |                  | Байкова вул., 6 |                 | Рішення виконавчого комітету Київської міськради народних депутатів від 05.09.1977 № 1332                                                                                            |
| 581   | Могила Глаз'єва І. Д., учасника антифашистської боротьби в Іспанії |                  | Байкова вул., 6 |                 | Рішення виконавчого комітету Київської міськради народних депутатів від 05.09.1977 № 1332                                                                                            |
| 582   | Могила Жмаченка Ф., Героя Радянського Союзу | 1968             | Байкова вул., 6 |                 | Рішення виконавчого комітету Київської міськради народних депутатів від 22.02.1971 № 301                                                                                             |
| 583   | Могила братська (6 осіб) | 1955             | Байкова вул., 6 |                 | Рішення виконавчого комітету Київської міськради народних депутатів від 04.08.1980 № 1102                                                                                            |
| 584   | Надгробок на могилі Тарнавич О. О. |                  | Байкова вул., 6 |                 | Наказ Управління охорони пам'яток історії, культури та історичного середовища від 09.06.2000 № 50                                                                                    |
| 585   | Могила Александрова М. М., генерал-полковника |                  | Байкова вул., 6 |                 | Рішення виконавчого комітету Київської міськради народних депутатів від 15.07.1974 № 1041                                                                                            |
| 586   | Могила Собка В. М., письменника |                  | Байкова вул., 6 |                 | Рішення виконавчого комітету Київської міськради народних депутатів від 30.07.1984 № 693                                                                                             |
| 587   | Могила Овара Ю. І., гвардії генерал-майора | 1959             | Байкова вул., 6 |                 | Рішення виконавчого комітету Київської міськради народних депутатів від 27.01.1970 № 159                                                                                             |
| 588   | Могила Свиридова К. В., генерал-лейтенант, Героя Радянського союзу | 1969             | Байкова вул., 6 |                 | Рішення виконавчого комітету Київської міськради народних депутатів від 15.07.1974 № 1041                                                                                            |
| 589   | Могила Цапенка С. П., учасника громадянської і Великої вітчизняної війн                                                                                                   | 1969             | Байкова вул., 6 |                 | Рішення виконавчого комітету Київської міськради народних депутатів від 05.09.1977 № 1332                                                                                            |
| 590   | Могила Вивдиченка І. І., уповноваженого військової Ради часів Великої вітчизняної війни                                                                                   | 1975             | Байкова вул., 6 |                 | Рішення виконавчого комітету Київської міськради народних депутатів від 05.09.1977 № 1332                                                                                            |
| 591   | Могила Чорновола В. М. політичного діяча | 1999             | Байкова вул., 6 | № 26000/82      | Постанова Кабінету Міністрів України від 03.09.2009 № 928 |
| 592   | Могила Гетьмана В. П., політичного діяча, економіста | 1998             | Байкова вул., 6 | № 260003/14     | Постанова Кабінету Міністрів України від 03.09.2009 № 928 |
| 593   | Могила Гончара Олеся, письменника | 1995             | Байкова вул., 6 | № 230006/19     | Постанова Кабінету Міністрів України від 03.09.2009 № 928 |
| 594   | Могила Лобановського В. В. головного тренера збірної України з футболу | 2002             | Байкова вул., 6 | № 230006/50     | Постанова Кабінету Міністрів України від 03.09.2009 № 928 |
| 595   | Могила Палладіна О. В., радянського вченого-біохіміка | 1972             | Байкова вул., 6 | № 260003/57     | Постанова Кабінету Міністрів України від 03.09.2009 № 928 |
| 596   | Могила Слави Стецько (Стецько Я. Й.) української політичної діячки | 2003             | Байкова вул., 6 | № 260003/75     | Постанова Кабінету Міністрів України від 03.09.2009 № 928 |
| 597   | Могила Амосова М. М., кардіолога | 2002             | Байкова вул., 6 | № 26000/1       | Постанова Кабінету Міністрів України від 03.09.2009 № 928 |
| 598   | Могила Щербицького В. В., радянського партійного і державного діяча | 1990             | Байкова вул., 6 | № 260003/83     | Постанова Кабінету Міністрів України від 03.09.2009 № 928 |
| 599   | Могила Яблонської Т. Н. народної художниці України | 2005             | Байкова вул., 6 | № 260003/86     | Постанова Кабінету Міністрів України від 03.09.2009 № 928 |
| 600   | Могила Ковальова В. Г. | 1955             | Байкова вул., 6 |                 | Рішення виконавчого комітету Київської міськради народних депутатів від 22.02.1971 № 301                                                                                             |
| 601   | Могила Бурксера Євгена Самійловича (23.07.1887—25.06.1965), вченого-геохіміка, професора, член-кор. АН України.                                                           |                  | Байкова вул., 6 |                 | Наказ Управління охорони пам'яток історії, культури та історичного середовища від 04.11.1998 № 53                                                                                    |
| 602   | Надгробок на могилі Богорського К. | Поч. XX ст       | Байкова вул., 6 |                 | Наказ Управління охорони пам'яток історії, культури та історичного середовища від 09.06.2000 № 50                                                                                    |
| 603   | Надгробок на могилі Дубиніної О. А. | 1900             | Байкова вул., 6 |                 | Наказ Управління охорони пам'яток історії, культури та історичного середовища від 09.06.2000 № 50                                                                                    |
| 604   | Надгробок на могилі Гудима-Левкович О. | 1895             | Байкова вул., 6 |                 | Наказ Управління охорони пам'яток історії, культури та історичного середовища від 09.06.2000 № 50                                                                                    |
| 605   | Надгробок на могилі Гудимова-Левковича Ж. | 1900             | Байкова вул., 6 |                 | Наказ Управління охорони пам'яток історії, культури та історичного середовища від 09.06.2000 № 50                                                                                    |
| 606   | Надгробок на могилі Беневитської М. П. | Поч. XX ст.      | Байкова вул., 6 |                 | Наказ Управління охорони пам'яток історії, культури та історичного середовища від 09.06.2000 № 50                                                                                    |
| 607   | Надгробок на могилі Василишина С. А. | Поч. XX ст.      | Байкова вул., 6 |                 | Наказ Управління охорони пам'яток історії, культури та історичного середовища від 09.06.2000 № 50                                                                                    |
| 608   | Надгробок на могилі Сергієнко Л. | Поч. XX ст.      | Байкова вул., 6 |                 | Наказ Управління охорони пам'яток історії, культури та історичного середовища від 09.06.2000 № 50                                                                                    |
| 609   | Надгробок на могилі Савіна О. Д. | 1906             | Байкова вул., 6 |                 | Наказ Управління охорони пам'яток історії, культури та історичного середовища від 09.06.2000 № 50                                                                                    |
| 610   | Надгробок на могилі Склядневої Л. В. | 1911             | Байкова вул., 6 |                 | Наказ Управління охорони пам'яток історії, культури та історичного середовища від 09.06.2000 № 50                                                                                    |
| 611   | Надгробок на могилі Федорової І. | Поч. XX ст.      | Байкова вул., 6 |                 | тури та історичного середовища від 09.06.2000 № 50 |
| 612   | Надгробок на могилі Качали В. С. | 1894             | Байкова вул., 6 |                 | Наказ Управління охорони пам'яток історії, культури та історичного середовища від 09.06.2000 № 50                                                                                    |
| 613   | Надгробок на могилі Караваєва В. А. | 1892             | Байкова вул., 6 |                 | Наказ Управління охорони пам'яток історії, культури та історичного середовища від 09.06.2000 № 50                                                                                    |
| 614   | Надгробок на могилі Андрущак Л. | Поч. XX ст.      | Байкова вул., 6 |                 | Наказ Управління охорони пам'яток історії, культури та історичного середовища від 09.06.2000 № 50                                                                                    |
| 615   | Надгробок на могилі Фоа Р. І., В. І., Р., 1895 | 1895             | Байкова вул., 6 |                 | Наказ Управління охорони пам'яток історії, культури та історичного середовища від 09.06.2000 № 50                                                                                    |
| 616   | Надгробок на могилі Завадської А. | поч XX ст.       | Байкова вул., 6 |                 | Наказ Управління охорони пам'яток історії, культури та історичного середовища від 09.06.2000 № 50                                                                                    |
| 617   | Надгробок на могилі Сидорова В. Г. | 1905             | Байкова вул., 6 |                 | Наказ Управління охорони пам'яток історії, культури та історичного середовища від 09.06.2000 № 50                                                                                    |
| 618   | Надгробок на могилі Кистяківського О. Ф. | 1886             | Байкова вул., 6 |                 | Наказ Управління охорони пам'яток історії, культури та історичного середовища від 09.06.2000 № 50                                                                                    |
| 619   | Надгробок на могилі Терчка І. П. | Поч. XX ст.      | Байкова вул., 6 |                 | Наказ Управління охорони пам'яток історії, культури та історичного середовища від 09.06.2000 № 50                                                                                    |